# 時代廣場 (香港)

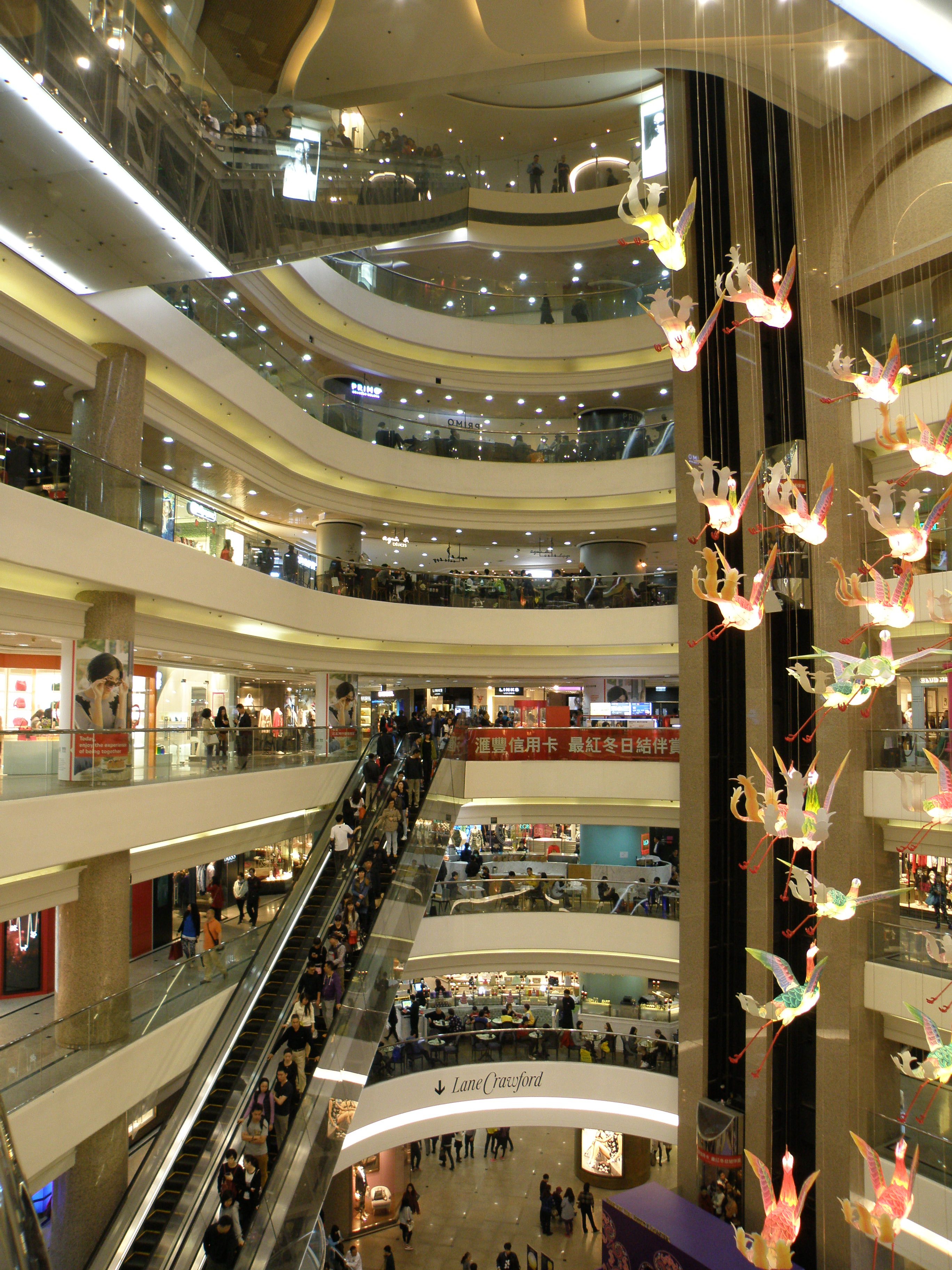
翻新後的中庭東面（2015年）

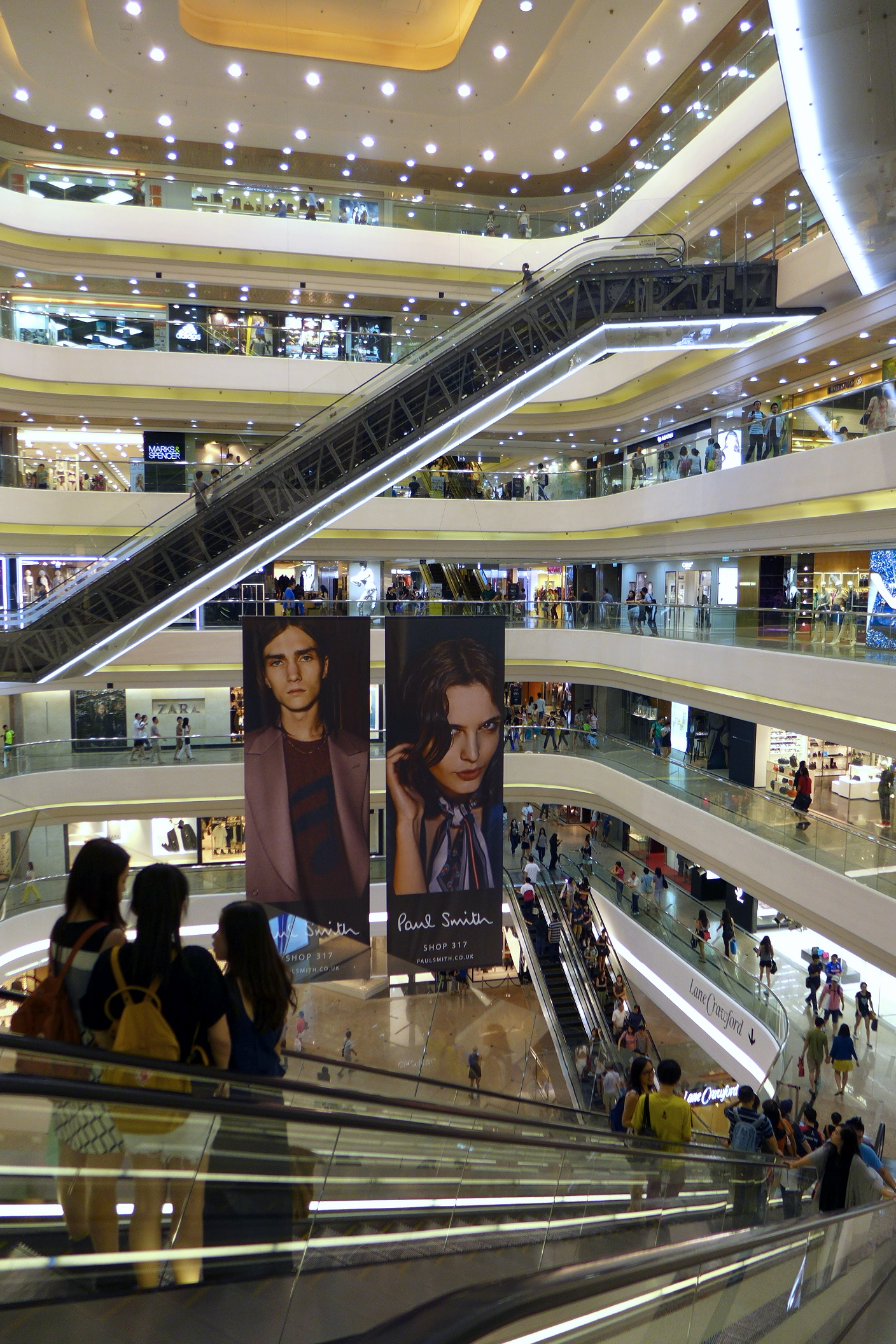
翻新後的中庭西面（2014年）

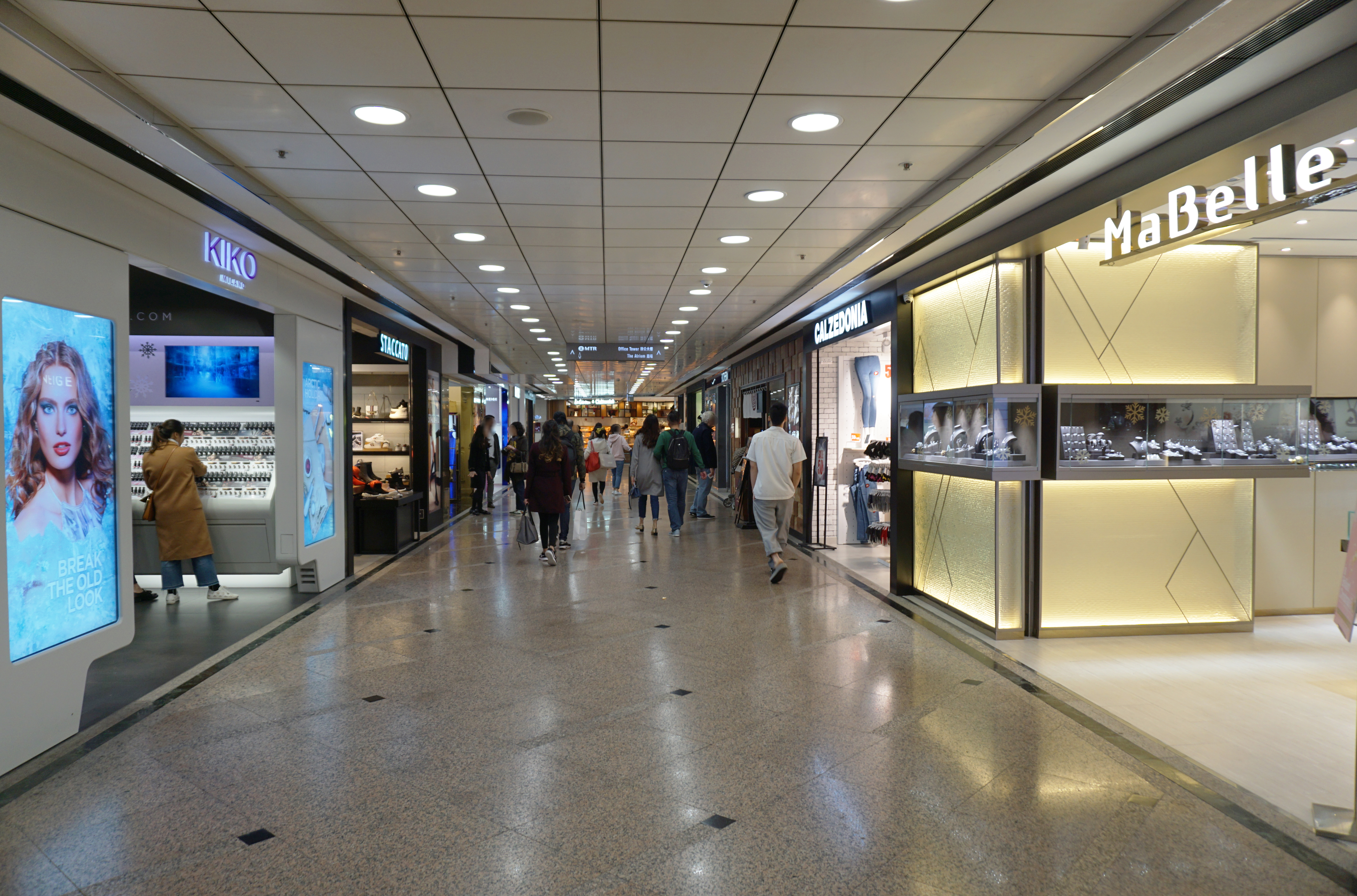
B2層

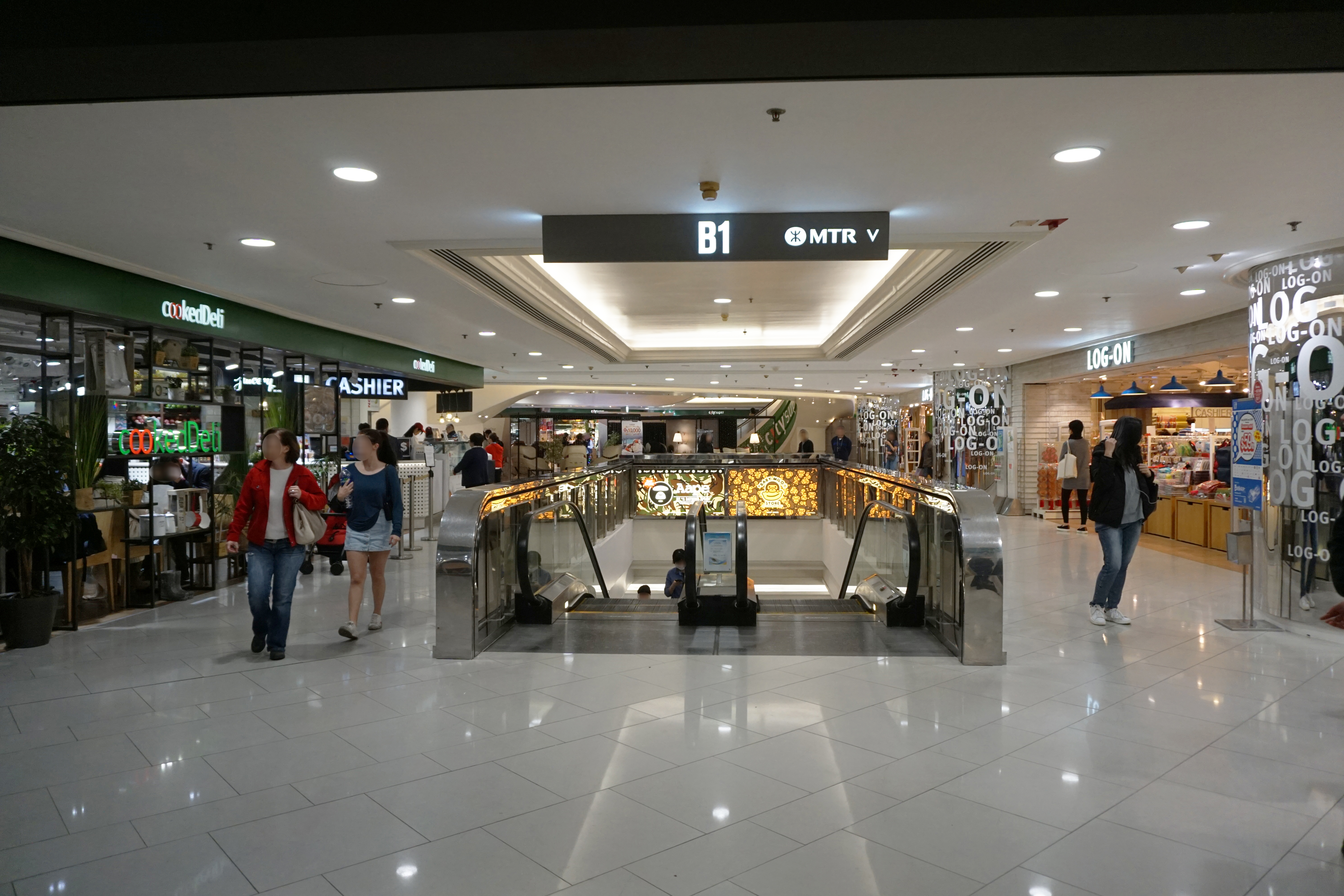
B1層c!ty'super和log-on

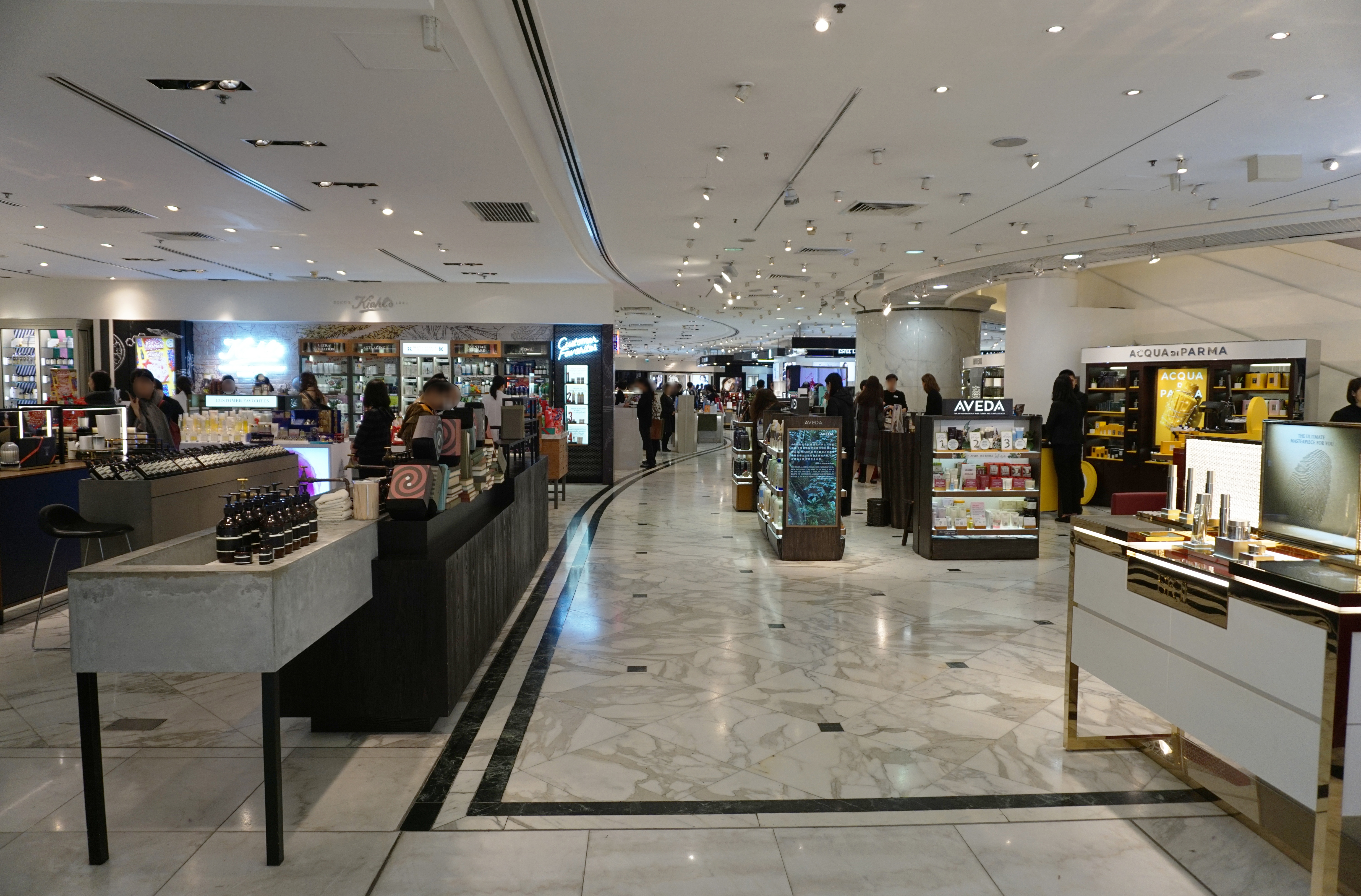
連卡佛地下

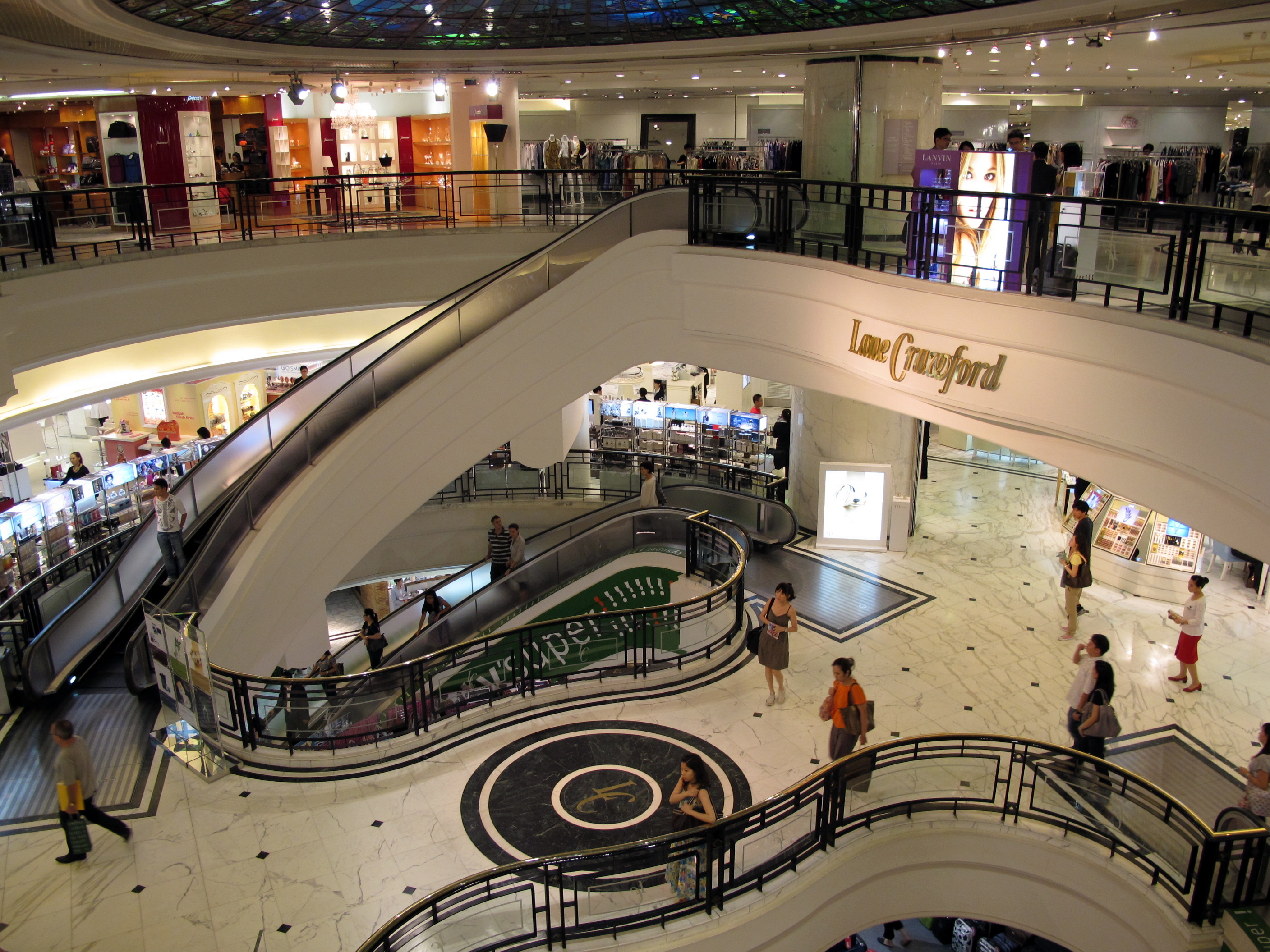
時代廣場連卡佛設彩色玻璃天花，以本港常見花卉及雀鳥為圖案，店內香港唯一的四條螺旋型扶手電梯由三菱電機提供

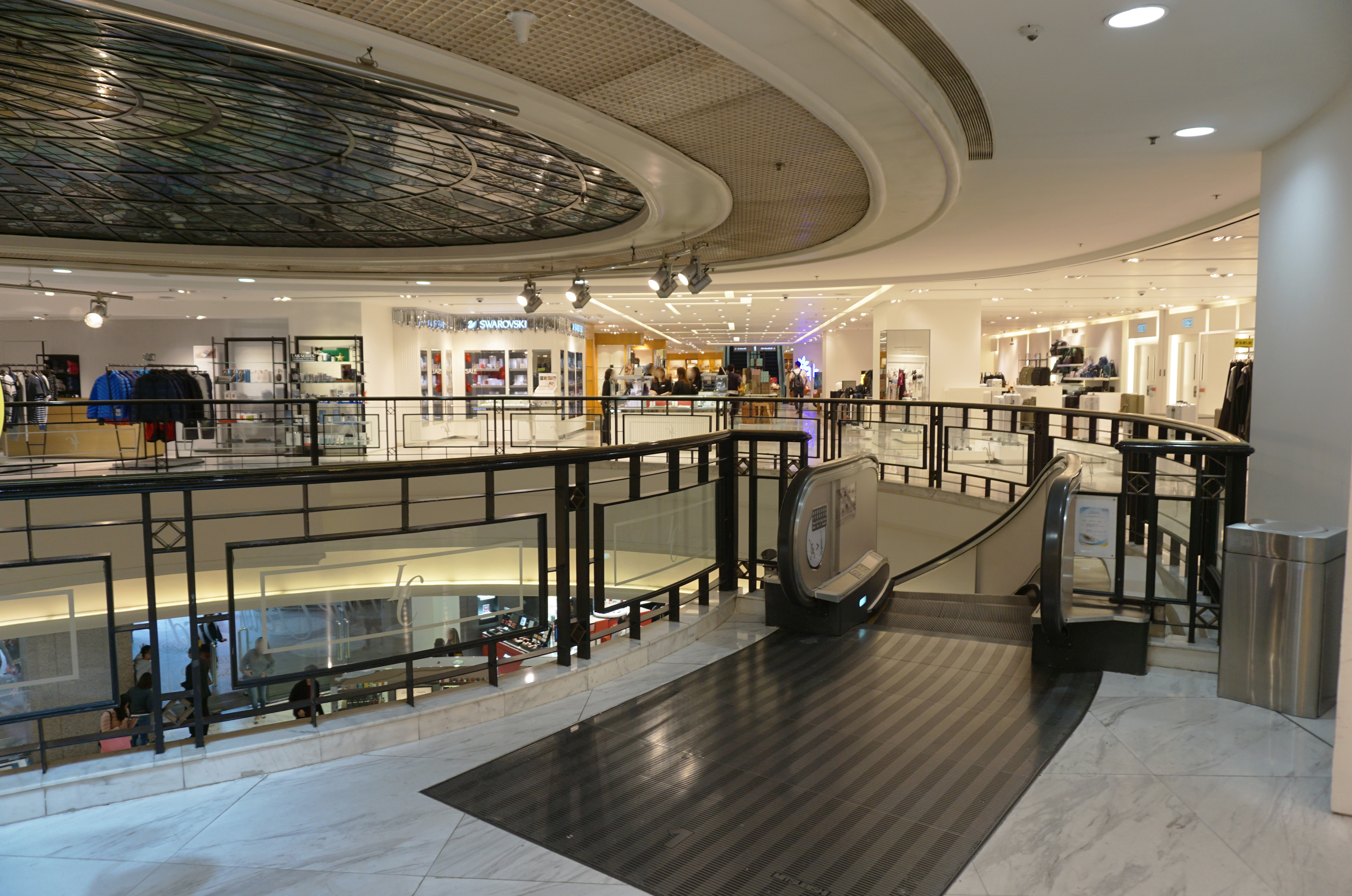
連卡佛1樓

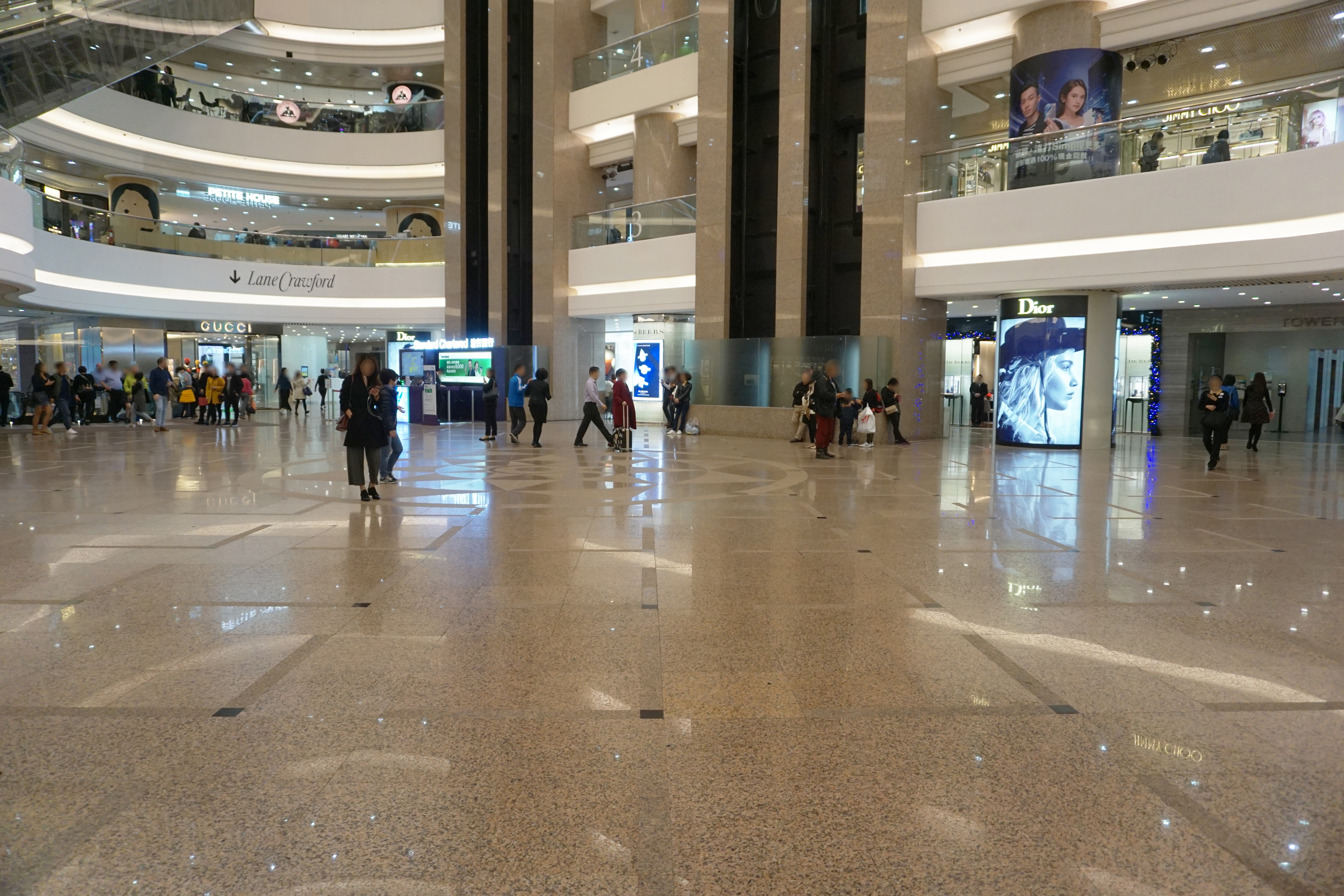
2樓

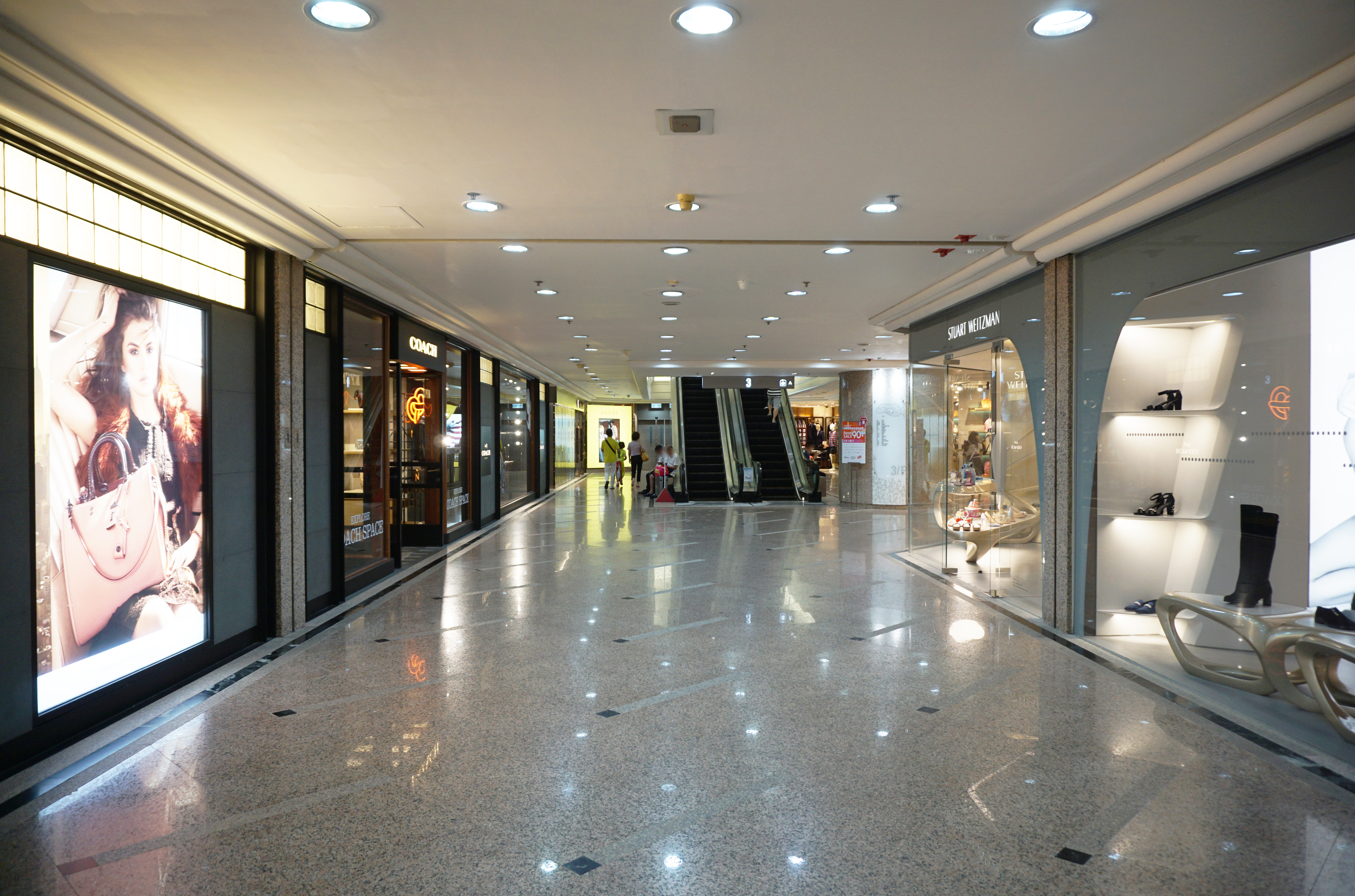
3樓

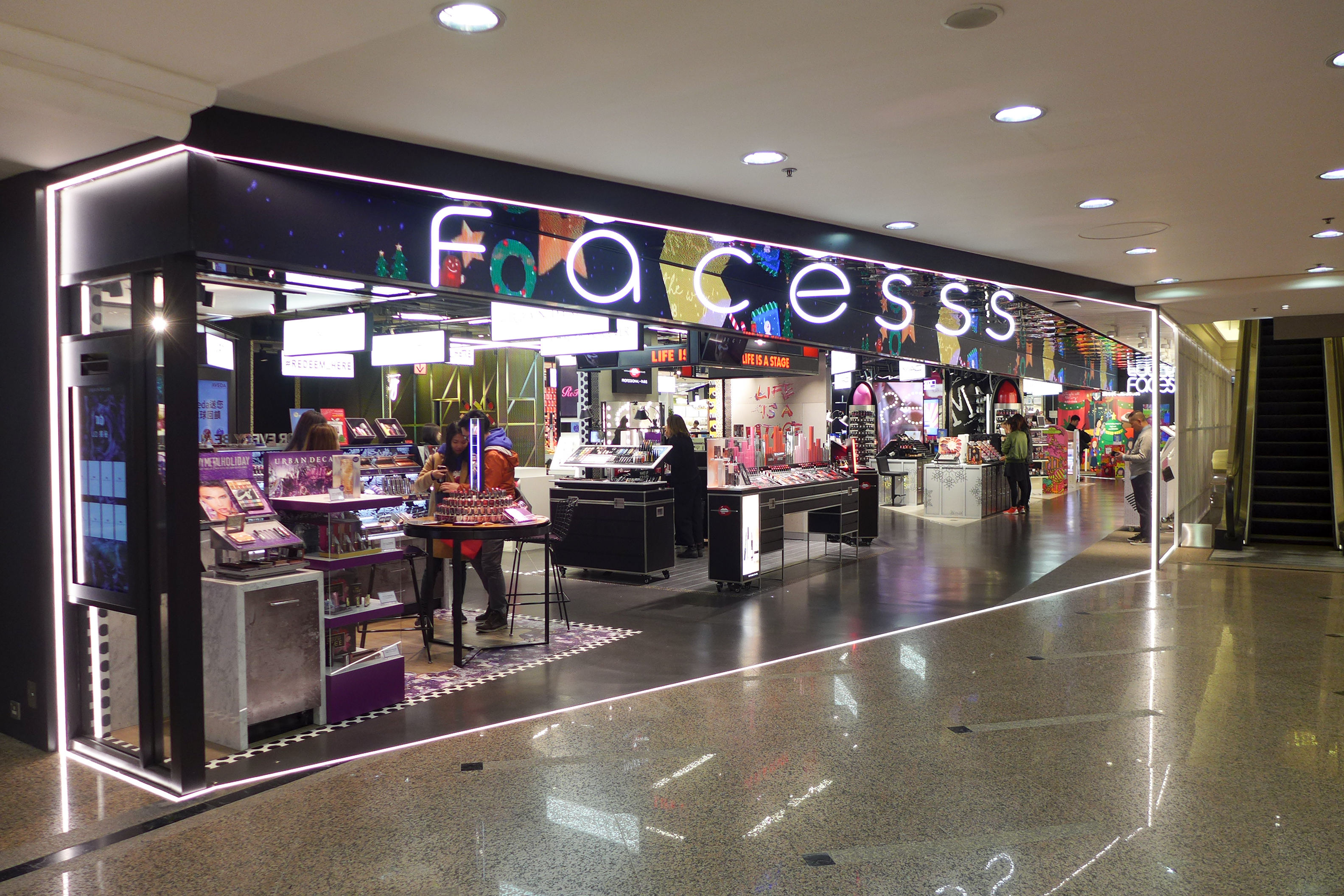
4樓Facesss美容專區

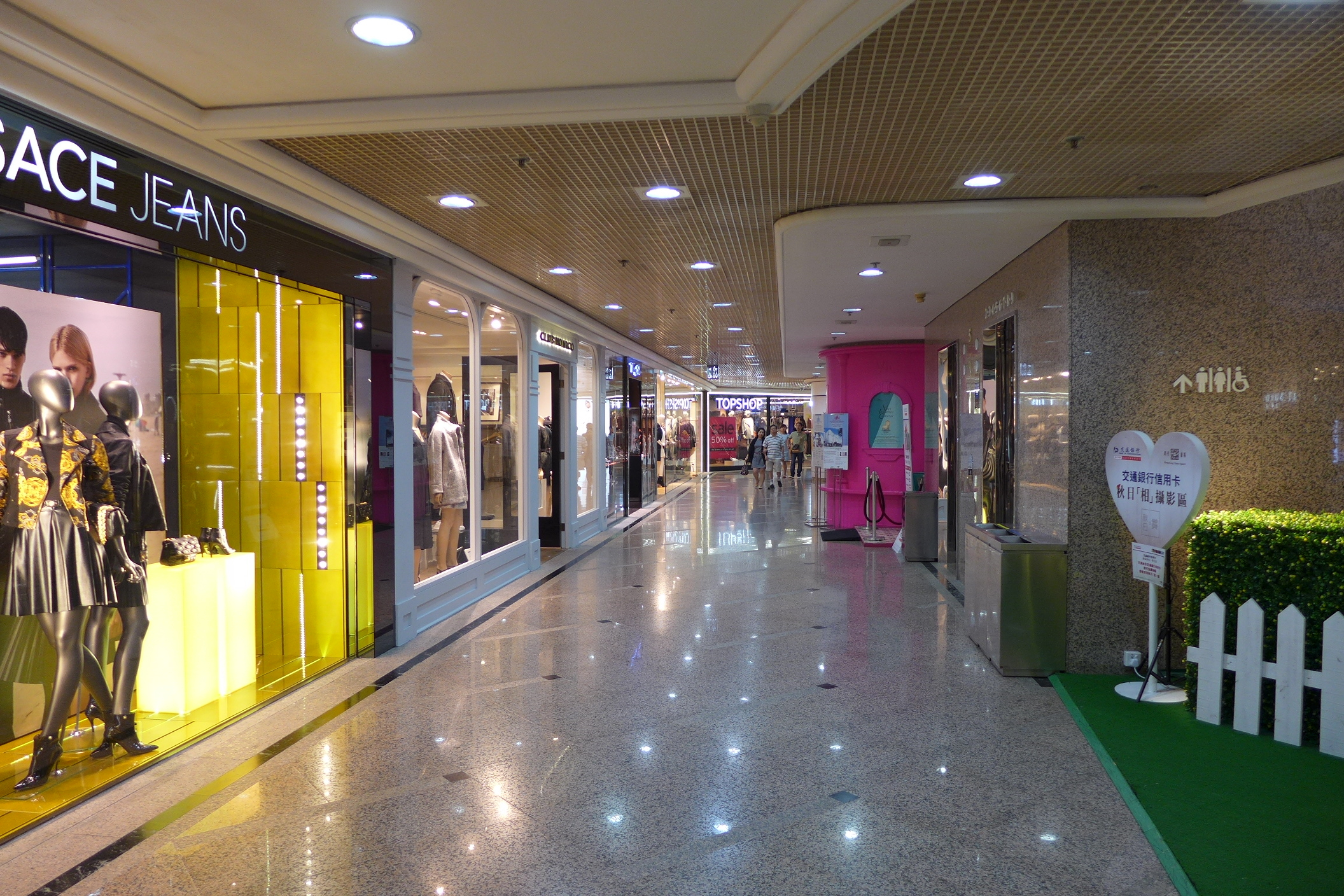
5樓

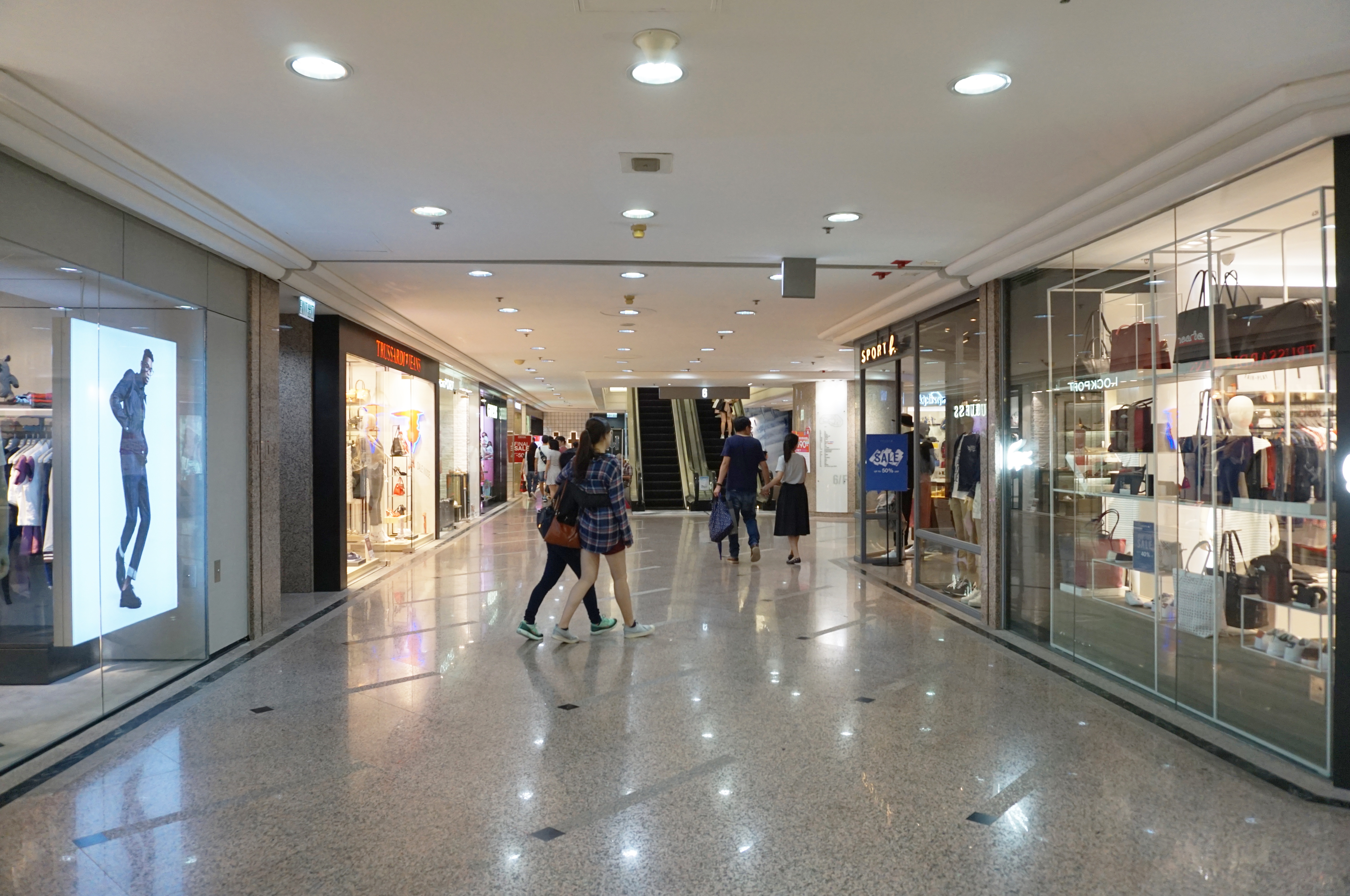
6樓

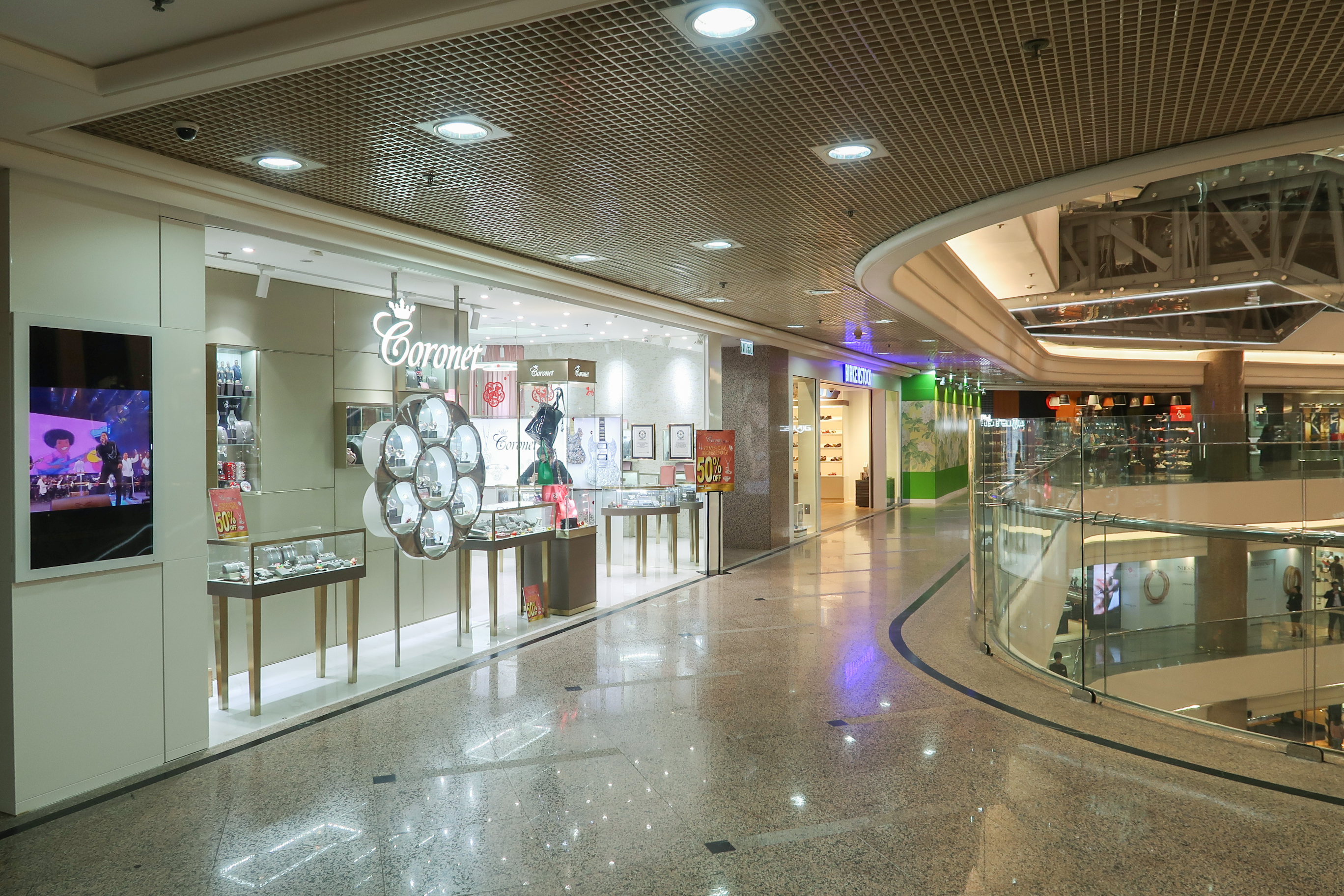
7樓西面

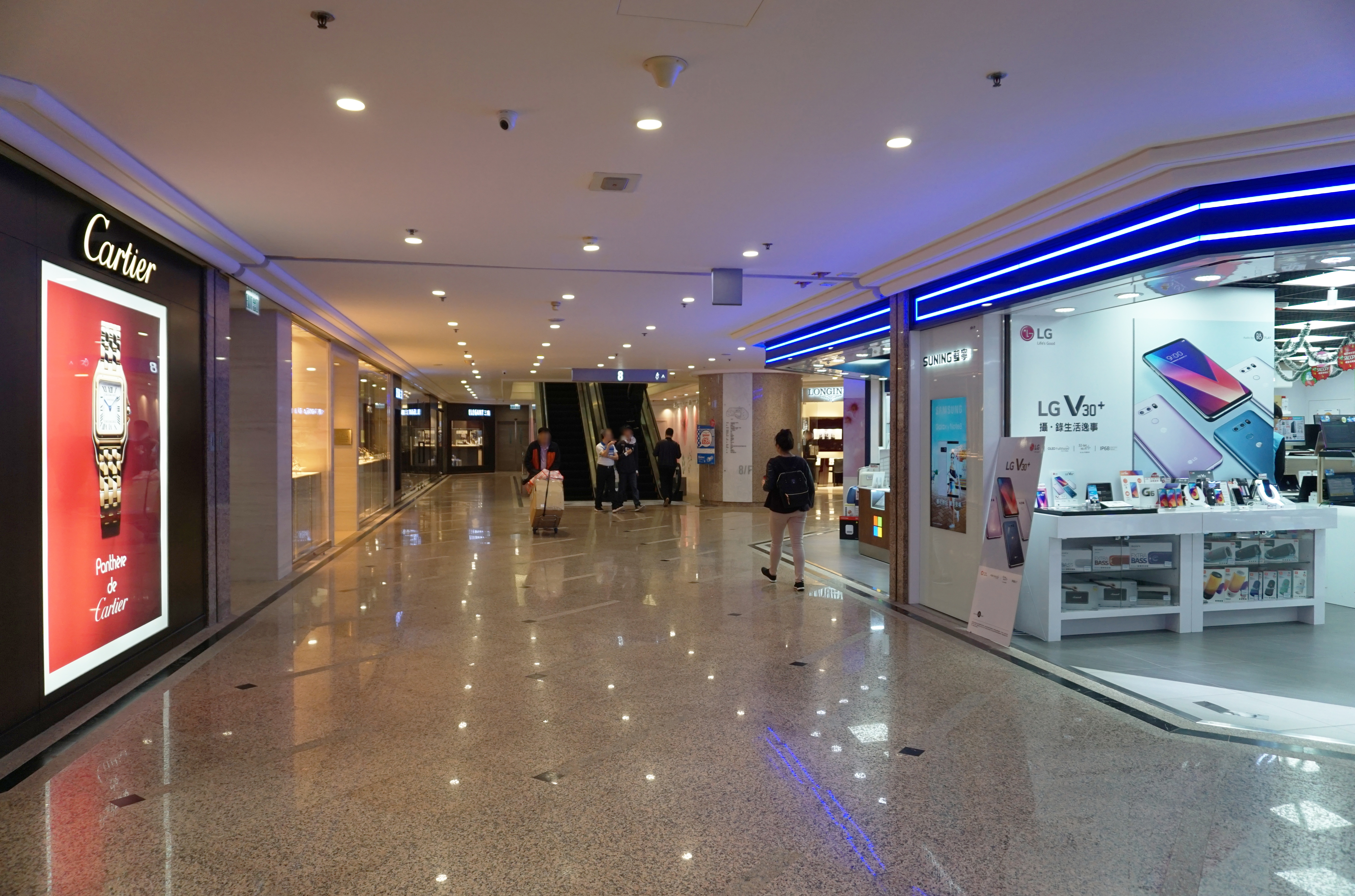
8樓

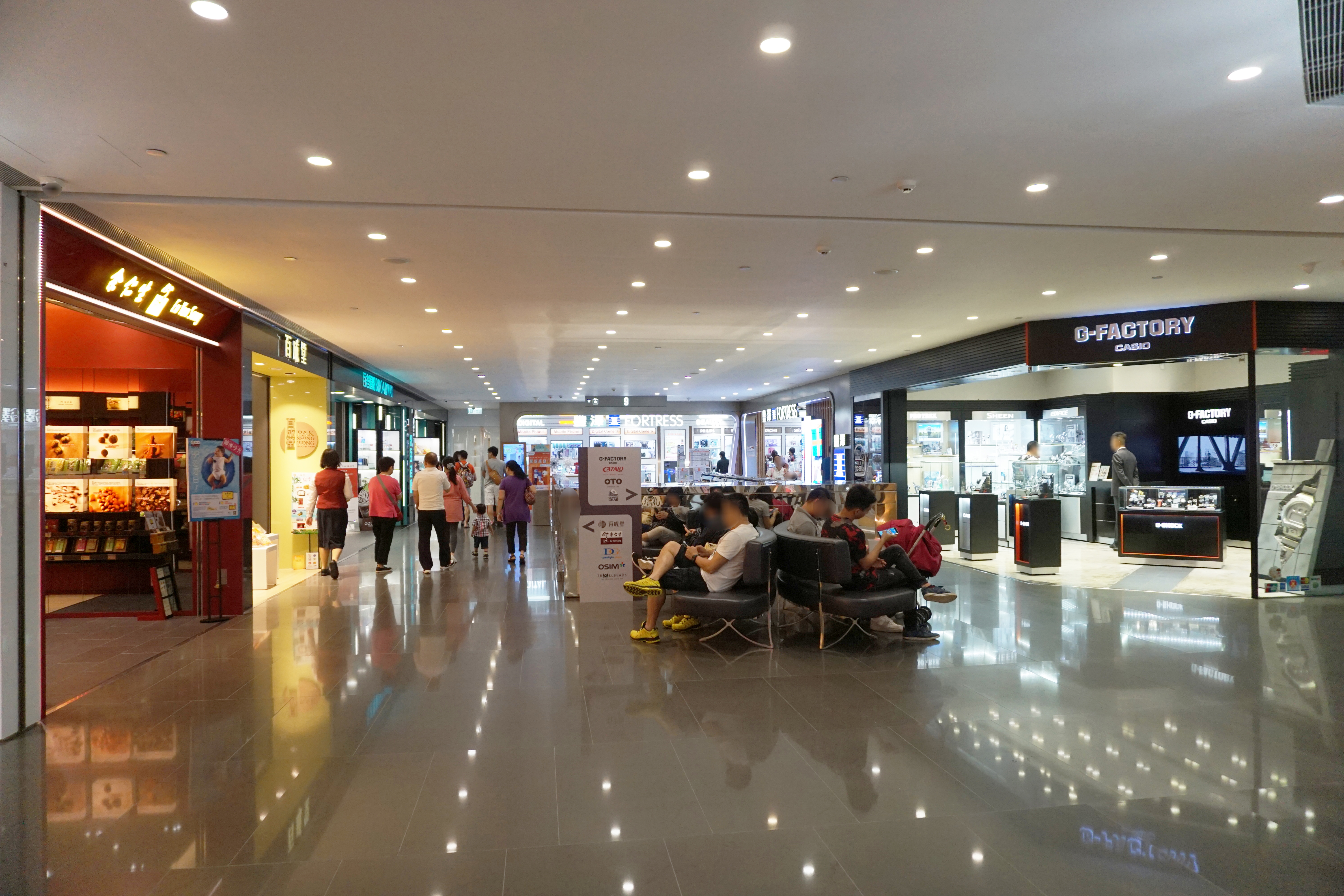
2015年翻新後的9樓商場以灰白色為主調，欠奉特色。

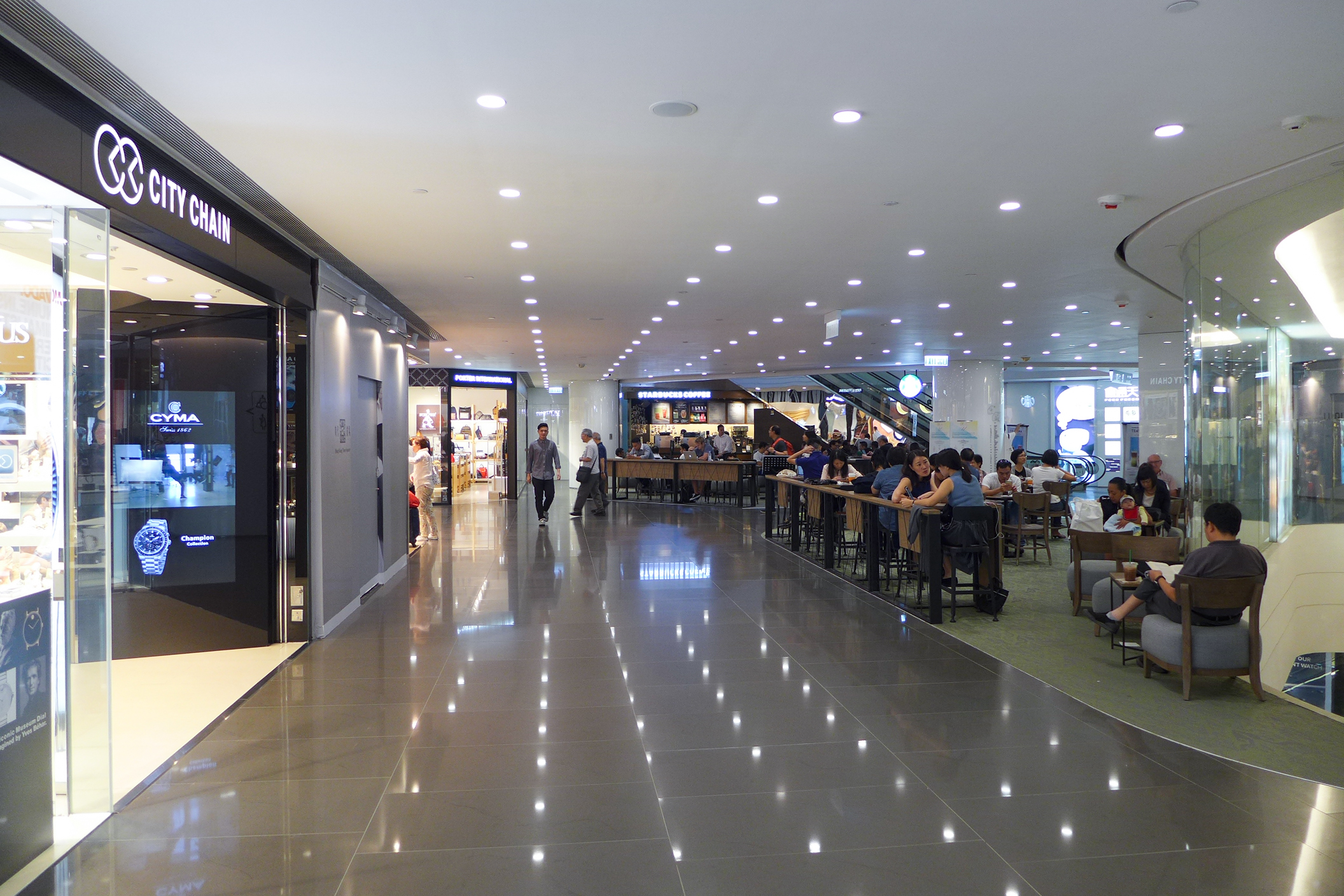
9樓商場中央

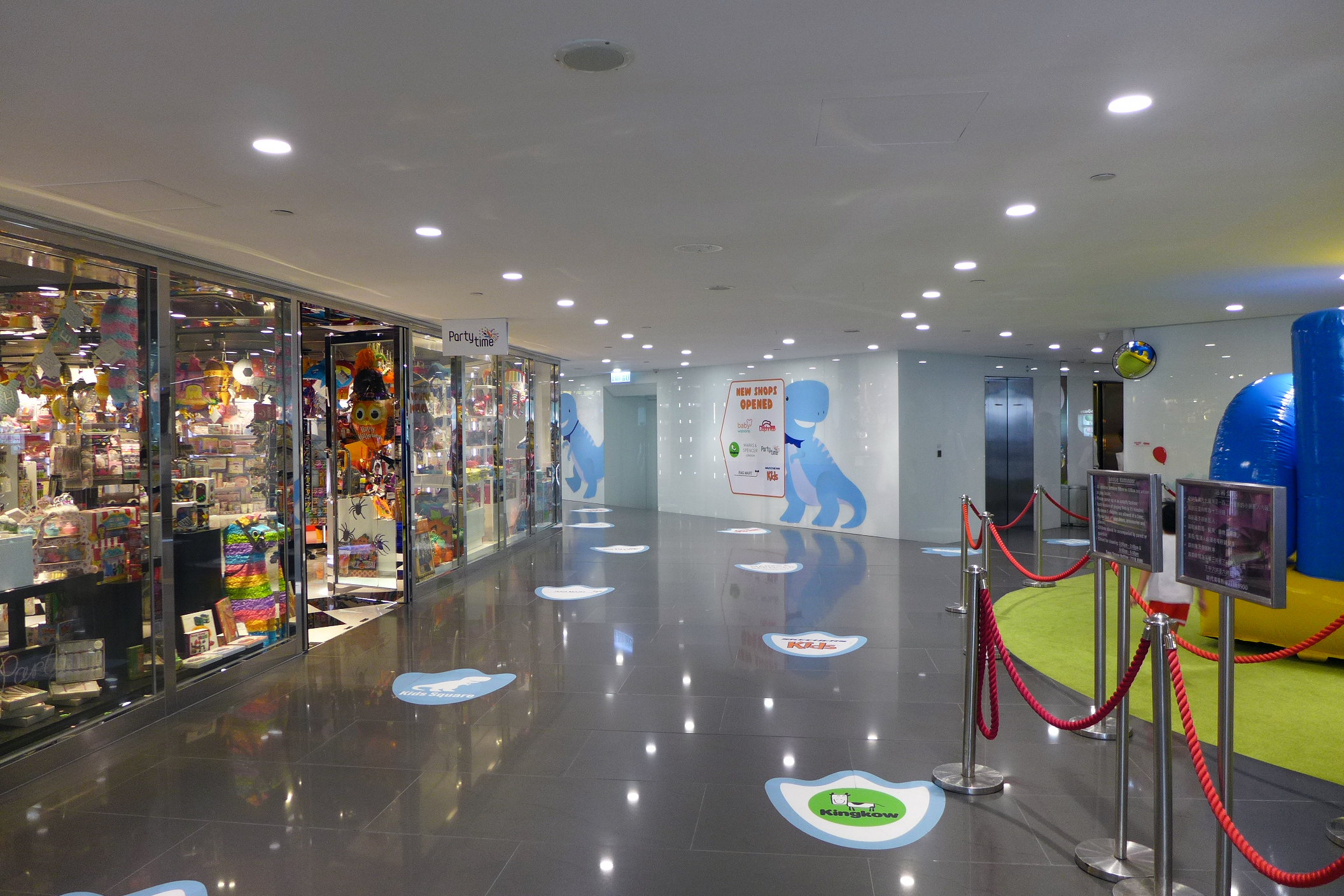
13A層Kids Square

時代廣場（英語：Times Square）是香港鵝頸的購物商場及商業大廈，是該區的地標性建築物，擁有香港唯一的四條螺旋型扶手電梯，由香港九龍倉擁有，其上蓋為辦公大樓：一座（前稱國民西敏大廈、蘇格蘭皇家銀行大廈）及二座（前稱蜆殼大廈）。

## 歷史
時代廣場前身是香港電車的銅鑼灣電車廠，九龍倉早已在1974年擁有。在1986年，行政局通過將電車廠遷至西營盤及西灣河後，便開始籌備重建工程，並隨即命名。
當年該地區為住宅用地，而城市規劃委員會堅持重建項目不包括任何更多住宅空間。在1987年7月，九龍倉將160萬平方呎（148,600平方米）重建為寫字樓及零售用地的圖則。隨銅鑼灣電車廠搬遷，該地於1989年展開重建工作。
到了1991年，正式宣佈整個計劃，該項目會興建186,000平方米零售及辦公室用地，整個興建成本為20億港元。最後項目在1994年4月13日正式開幕，成為當時銅鑼灣最大型的購物商場。
時代廣場落成前的羅素街與霎東街一帶，是傳統街市與維修廠等，重建計劃徹底改變了附近的面貌。原本潮濕陰暗的羅素街，蛻變成名店林立的街道。
時代廣場落成初期，連卡佛位置是位於商場地庫。商場地下及一樓則命名為時代坊，設有多家國際級時裝名店，場內的裝修與其他樓層不同，亦設有香港首兩對弧型的扶手電梯，分別連接地庫1層與地下，及地下與一樓。但到了1996年12月，c!ty'super在商場地庫開業，連卡佛被迫遷移至時代坊位置。最後時代坊便成為連卡佛一部份，原有的地板仍保留至今。
到2010年代中期，時代廣場人流較同區其他商場少。到2020年1月，《南華早報》引述知情人士透露，路易威登（LV）計劃關閉在時代廣場的門店。到3月有報道指場內出現至少26間空置舖位，遍佈多個樓層。時代廣場回覆媒體時稱與租戶有簽保密協議，未能透露合約安排。

## 結構
時代廣場設施包括門口的大時鐘、露天大電視、大型購物商場、兩幢辦公室大樓、數十家食肆、內設57部扶手電梯、有700多個車位的停車場等，商場設有多家名店，而10-13樓的「食通天」飲食廣場則可在地面乘升降機或在設在9樓的扶手電梯到達。而地庫更連接港鐵銅鑼灣站A出口。目前時代廣場的食肆呎租約60元，零售業呎租介乎240至520元，最高呎租的一間舖為1,200元。

### B2
落成初期稱為「時代便利集」，佔地88,000平方呎，原大部份範圍為百佳超級市場，其餘為多類型租戶，包括Glycel美容店、Pink Box、Les Chocolats de Macy、愛視美眼鏡、恆生銀行、東亞銀行、零食物語、聖安娜餅屋、屈臣氏及健怡坊。食肆包括Délifrance、大快活、BYOC Coffee Chateau、麥當勞及美心旗下的元氣壽司。
2004年6月，九倉斥資1,000萬元為商場地庫進行翻新及租戶重整，令其地庫的舖位底租增加17%。定名為「時代b2」，其可出租的零售樓面減少4,000方呎至4.6萬方呎，商戶亦由以往的31家擴展至42家，每間商舖面積由200至6000方呎不等。工程於同年9月完成
現時該層設多類型租戶，以化妝品牌及年青時裝為主。主要包括American Eagle Outfitters、i.t.旗下的Aape、5%、FRED PERRY、G2000、Erno Laszlo、FANCL、GODIVA、MAKE UP FOR EVER、The Body Shop、GUESS、CHANEL BEAUTÉ、h2o+、MaBelle、周生生、GODIVA及Victoria's Secret等。食肆包括喜茶、翡翠拉麵小籠包、利小館、英王麵包店旗下的Atelier Gute以及美心旗下的千両和Shake Shack等。
該層設通道直連接港鐵銅鑼灣站A出口及正門地下的廣場。

### B1
落成初期，該層最大租戶為連卡佛Lane Crawford eXpress，走年輕路線，但其後結業。到1996年12月，原址開設佔地42,000平方呎的c!ty'super超級市場及cooked Deli美食廣場(已結業)。其餘部份於1997年至2004年曾開設PageOneTWINS書店，其後遷往9樓。原址改為家居用品店LOG-ON。超級市場及美食廣場於2012年起進行翻新，工程於2013年12月底完成。

### 地下
時代廣場正門地下的廣場及地面展覽廳，經常舉辦各類展覽及產品推廣等活動，其人流及租金均屬全香港數一數二。
而正門外牆上的新力Jumbo Tron電視幕牆，可供商品宣傳之用。初期時常播放有線電視新聞、資訊及體育節目，其後直到2010年，經常加插播放星夢娛樂、大國文化旗下藝人音樂錄像。
在大電視下方為食通天的升降機大堂出入口，顧客能在此取道直接前往食通天多個楼層。
而在廣場東面近鐘楼（後拆卸改為大銀幕）位置，則設有能直接前往B2的出入口，需要乘搭港鐵的乘客也可取道於此前往銅鑼灣站。
地下落成初期，為多間國際時尚服裝店。自1997年初起，為連卡佛女裝部及化妝品部，Salvatore Ferragamo及UA時代戲院入口。配合內地客對國際名牌的需求，UA時代戲院於2012年1月改建為佔地3,800呎的國際名牌Tiffany & Co商店。

### 1樓
落成初期，該層設多間國際時尚服裝及咖啡店。自1997年初起，為連卡佛男裝部及家居部。其中男裝部於2013年進行翻新。

### 2樓
大堂層一直以國際名牌為主，現時租戶包括Dior Homme、Bottega Veneta、Gucci、FENDI、DE BEERS。其中2013年開業的CHANEL及LOUIS VUITTON原址為UA戲院，合共佔地18,000呎。2020年1月3日，《南華早報》引述消息稱，由於業主九倉置業拒絕為時代廣場分店減租，Louis Vuitton正計劃關閉該店。
該層設通道連接正門地下的廣場及1樓連卡佛。

### 3樓
落成初期稱為「時尚集」，租戶以國際時尚服裝為主。主要包括A/T、Basic Gear、D'urban、Episode、Folli Follie、Michel René、Nine West、Sisley及馬莎。到2000年代起，租戶以中高檔國際時尚服裝為主。主要包括Coach、MCM、BALLY、ZARA、Alfred Dunhill、Saint Laurent、MULBERRY及Paul Smith等。

### 4樓
落成初期稱為「俏衣裳」，租戶以正式服裝為主。主要包括G2000、Cour Carreé、Balenciaga巴黎世家、Giovanni、Jessica、Kookäi、馬莎、Uffizi、Shu Uemura化妝品店。到2000年代起，租戶以中高檔國際時尚服裝為主。主要包括I.T、ck Calvin Klein、CERRUTI 1881、Marc by Marc Jacobs、MAX&Co.、上海灘、KENZO、Aquascutum、Vivienne Westwood及GEORG JENSEN銀飾店等。2017年8月，部分店舖改為Facesss，設逾30間國際美容專櫃。
通道範圍開設法國LGB Rouge咖啡茶室。

### 5樓
落成初期稱為「輕便裝」，租戶以本地輕便服裝為主。主要包括Esprit、U2、Theme、Color Eighteen、Morgan、Mirabell鞋店、Nautica及Disney Store。到2000年代租戶重組後，租戶以中高檔國際時尚服裝為主。主要包括A/X ARMANI EXCHANGE、agnes b.、CAMPER鞋店、TOPSHOP、DIESEL、TOMMY HILFIGER、Calvin Klein Jeans、Calvin Klein Unde、Juicy Couture、VIVIENNE TAM等。

### 6樓
落成初期稱為「運動營」，租戶以運動及年青服裝為主。主要包括Royal Sporting House、馬拉松、Aigle、Golf House、Pro Cam-Fis Outfitter、Bauhaus、Chevignon、時間廊、眼鏡88、Staccato、Red Wing及Walker Shop等。到2000年代租戶重組後，租戶以年青服裝為主。主要包括馬莎、Catalog、i.t.旗下的double-park、Birkenstock鞋店、EVISU、G-STAR RAW、Levi's、日本女性品牌Lily Brown、TOMMY HILFIGER DENIM、REPLAY、Steve Madden鞋店等。
通道範圍開設agnès b. CAFÉ L.P.G.。

### 7樓
落成初期稱為「電業通」，租戶以電器用品及精品店為主。主要包括豐澤電器、百老匯電器、泰林、中原電器、OTO、Giftland、Kalm's、Zoe & Bear及Tower Records唱片店。到2000年代租戶重組後，租戶以電器用品及運動服裝為主。主要包括Adidas、FILA、GigaSports、Nike、New Balance、Patagonia、NAUTICA、Timberland及豐澤電器。
通道範圍開設PRIMO雪糕店。

### 8樓
落成初期稱為「家居樂」，該層以多間室內設計及傢俬名店為主。到2000年代租戶重組後，租戶以電器用品及鐘錶為主。主要包括豐澤電器、百老匯電器、AV Life、Bose、蘇寧、中原電器、IWC、Glasstique眼鏡店、三寶鐘錶珠寶、歐米茄專賣店及TAG HEUER等。

### 9樓
落成初期稱為「合家歡」，該層以兒童服裝、高檔玩具店為主，並設兒童天地及遊戲機中心。到2004年租戶重組後，租戶以生活用品、蔘茸藥材店及鐘錶為主。主要包括PageOne、柏斯琴行、生活館、屈臣氏、百老匯電器、OSIM、時間廊、Tic Tac Time、百成堂、天梭表及Optical 88 Premier等。通道範圍開設星巴克。
到2014年至2015起，9樓進行全面翻新，翻新後公共範圍以白色及灰色為主調。新租戶以生活用品及兒童服裝為主，包括柏斯音樂、watsons health、Sugarman、kipling、Oregan Scientific及どんぐり共和國。而PageOne一帶的租戶於2月底封閉並進行翻新，分拆成幾個鋪位，以多間蔘茸藥材店為主，增加租戶數量之餘，亦有望增加租金收入。工程於2015年7月完成。
到2017年，部分兒童服裝店結業後，4000平方呎樓面改為全港第2間LEGO Store，於同年7月8日開業。

### 10樓（一座範圍）
為2015年10月所增設的樓層，位於一座範圍，名為Square on 9F。租戶包括MetroKids by Metrobooks、生活館及韓國人氣甜品Cafe—「韓冰」。到2018年全層關閉。到2019年2月改為一站式室內遊樂場Planet J。

### 10樓至13樓（二座範圍）

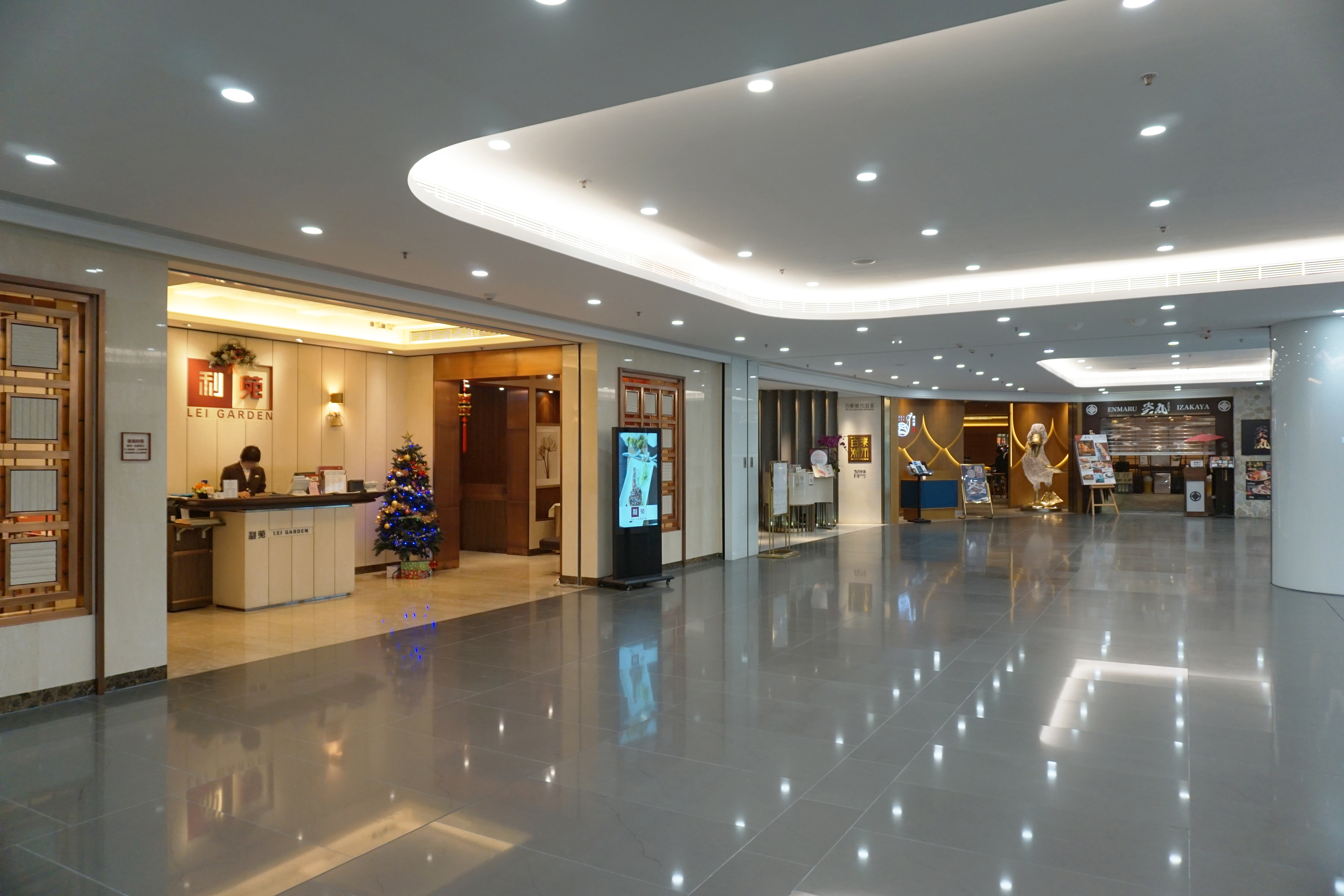
10樓
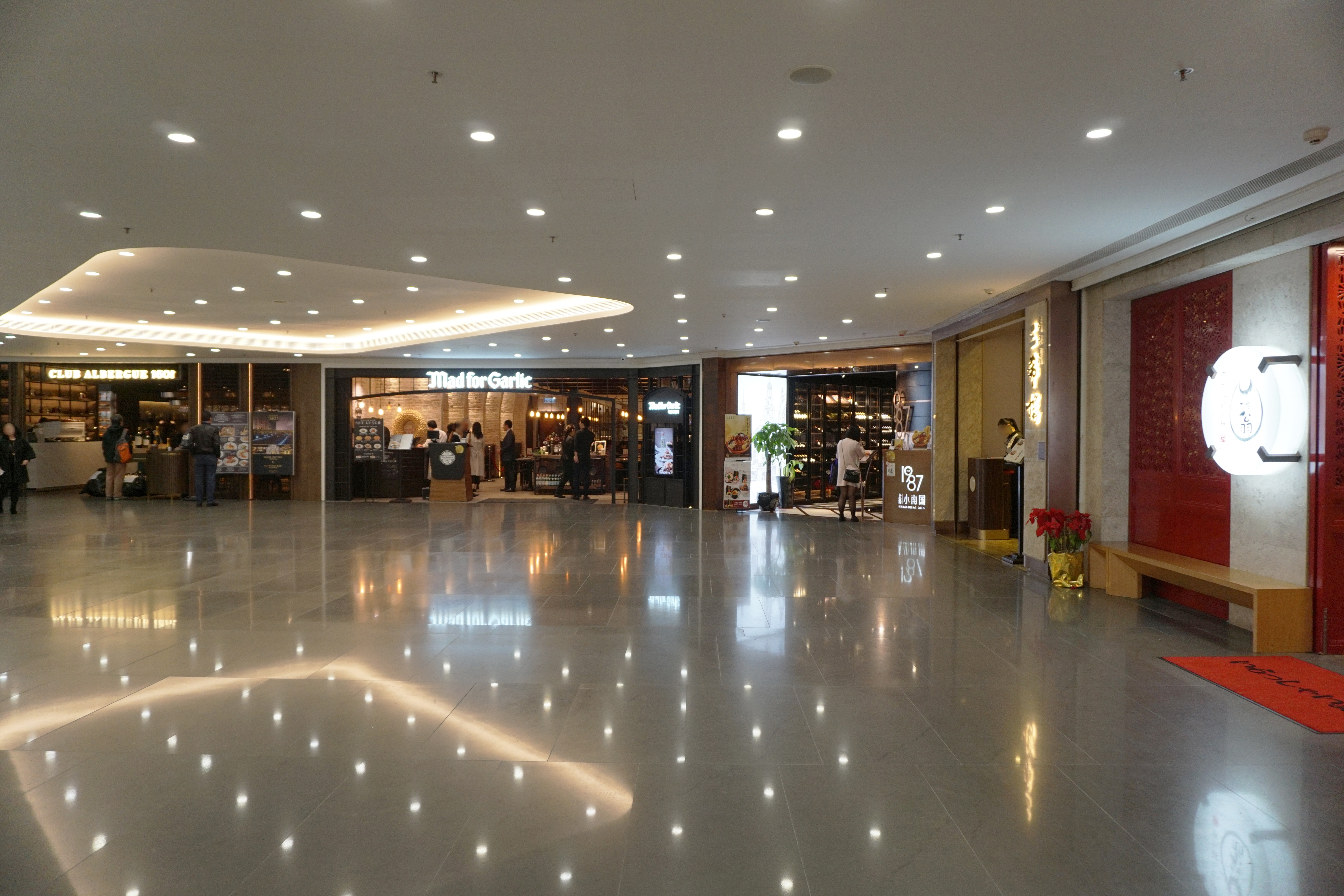
11樓
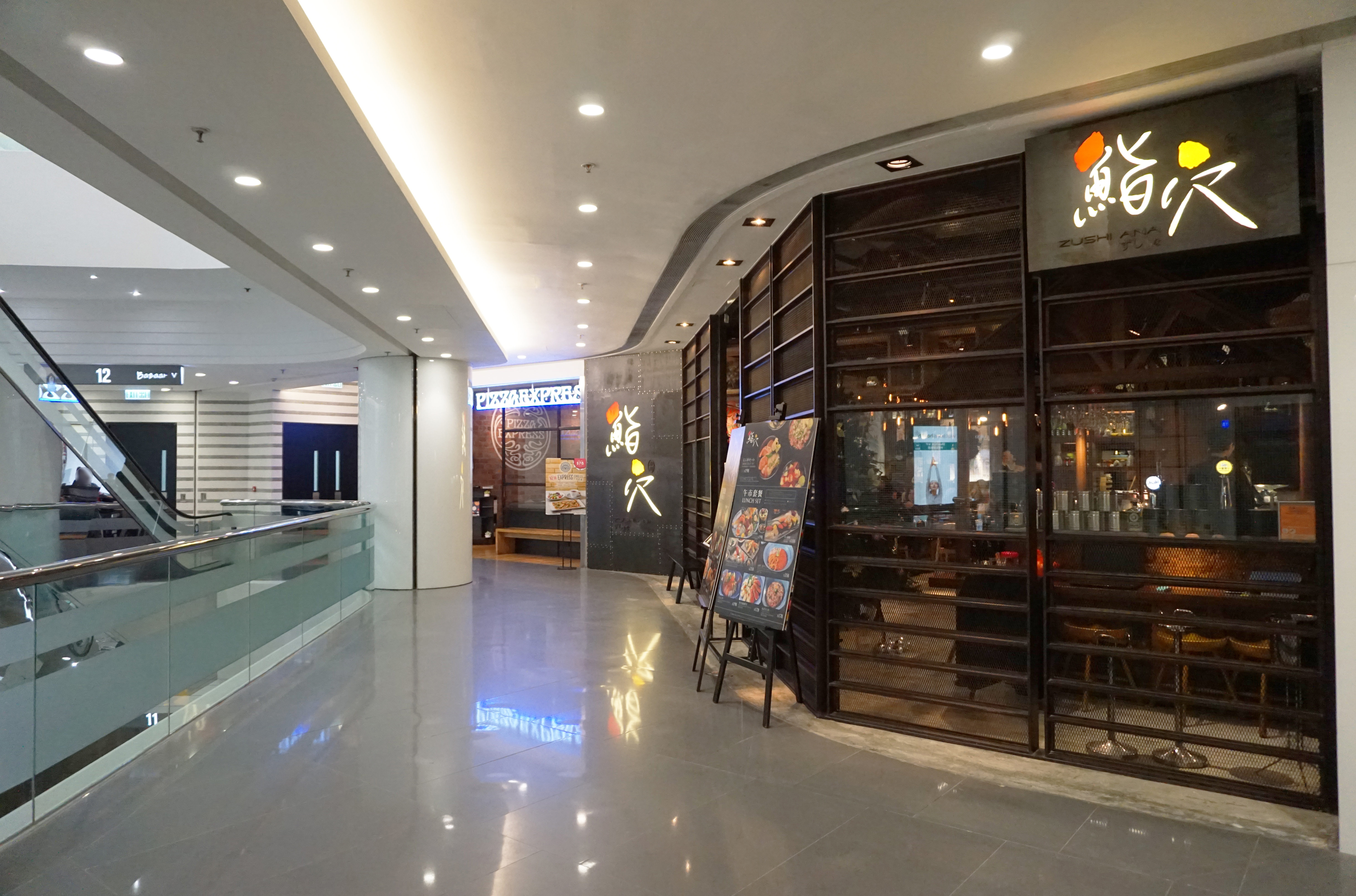
12樓
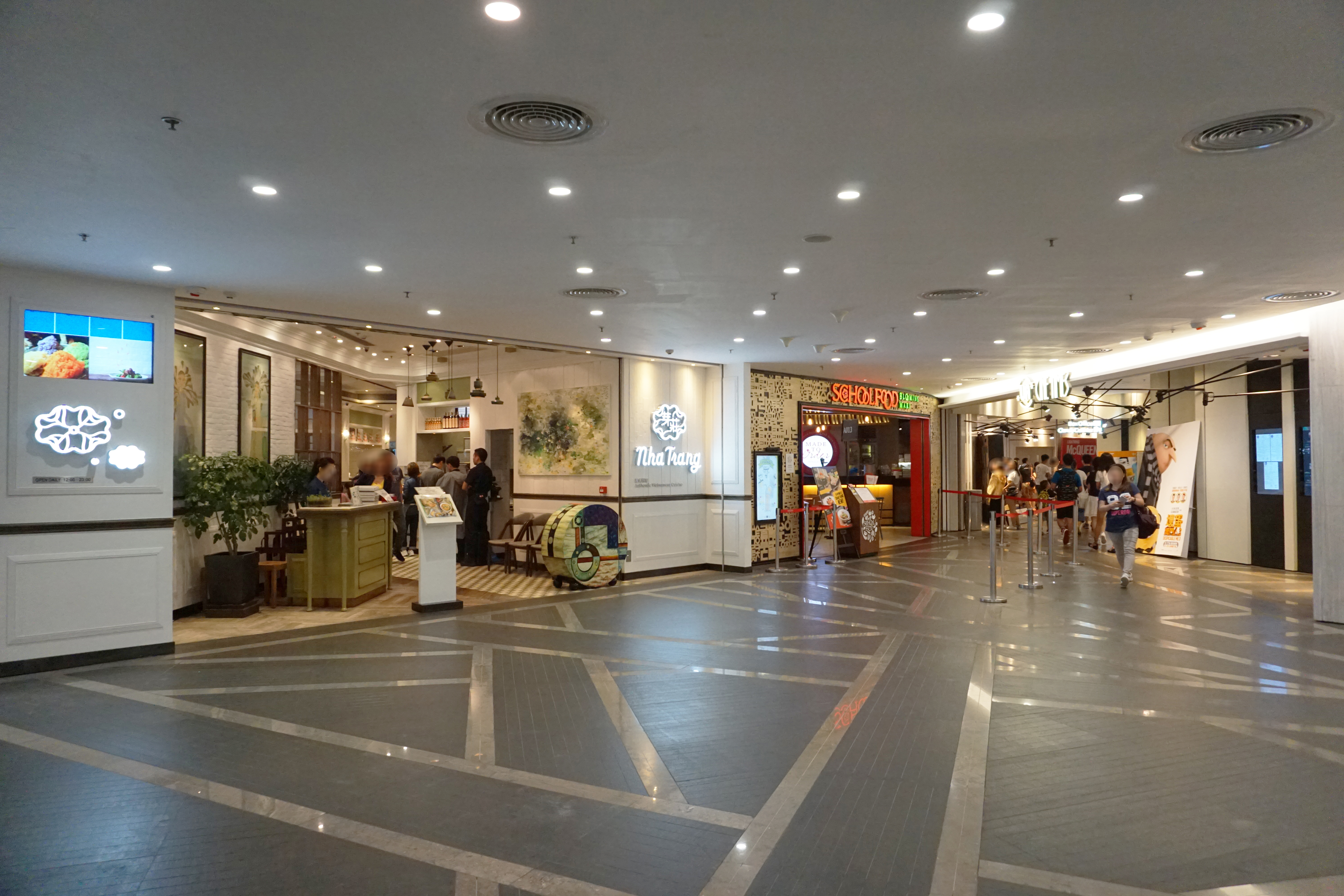
13樓

### 13A層（前稱14樓）
由二座寫字樓改裝而成，於2007年加設的樓層，前身為時代廣場展銷集Bazaar。到2011年改為Estee Lauder Beauty Centre及多間美容中心；到2015年，改稱為13A層「Kids Square」。租戶包括MARKS & SPENCER KIDSWEAR、Kingkow、Partytime及多間兒童服裝店。不過多間商店在2018年中起陸續結業，現時全層為fivelements habitat健康中心。
戶外設有小型露天花園，並設有吸煙區。

### 15樓
由二座寫字樓改裝而成，於2014年加設的樓層。現時租戶為雪花秀護膚中心、高級髮廊IL COLPO及時代廣場（VIC）貴賓休息室。

### 16樓
由二座寫字樓改裝而成，時代廣場展銷集Bazaar，由14樓搬到現址。

### 歷史圖像

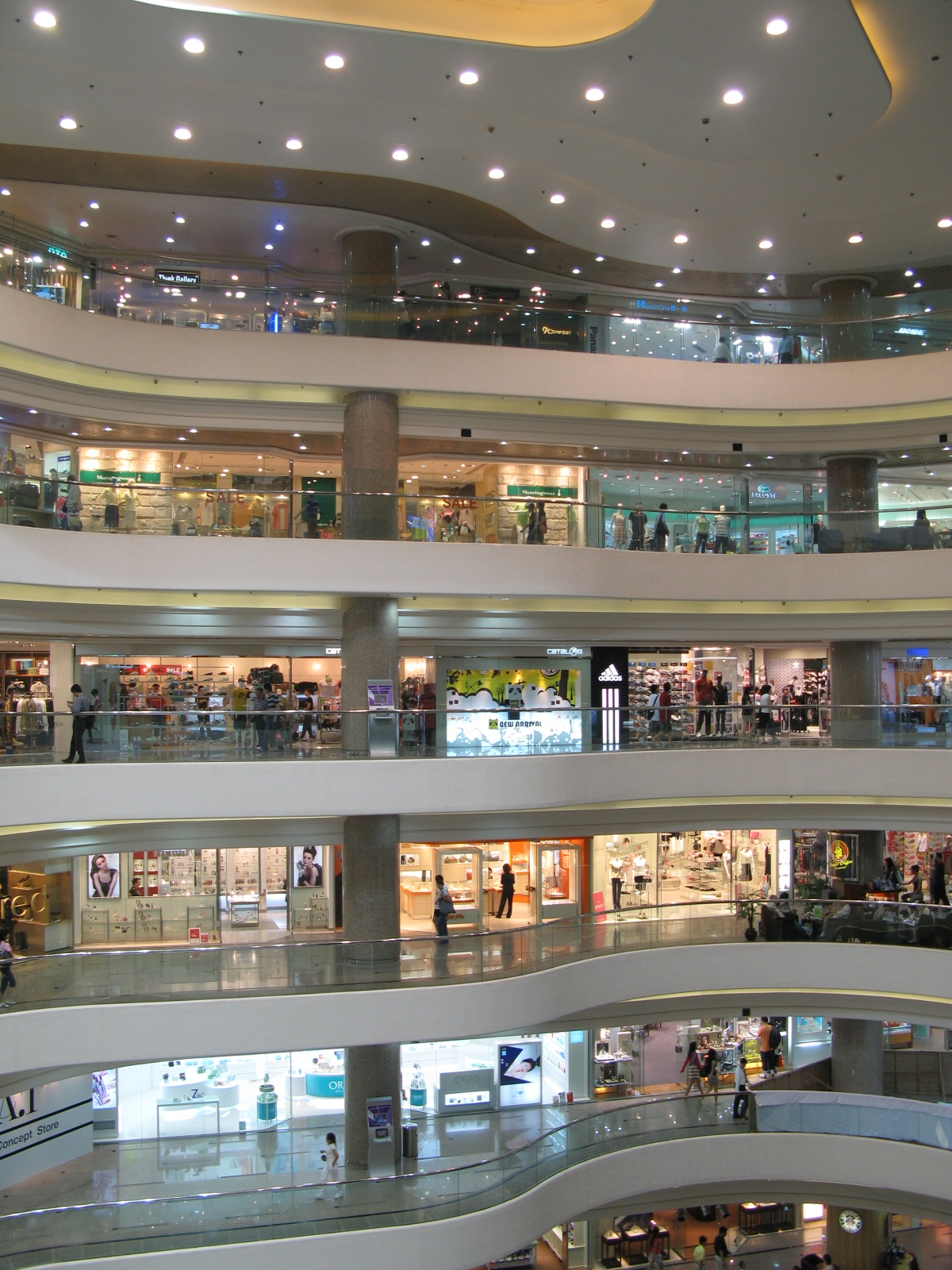
翻新前的時代廣場中庭（2007年）
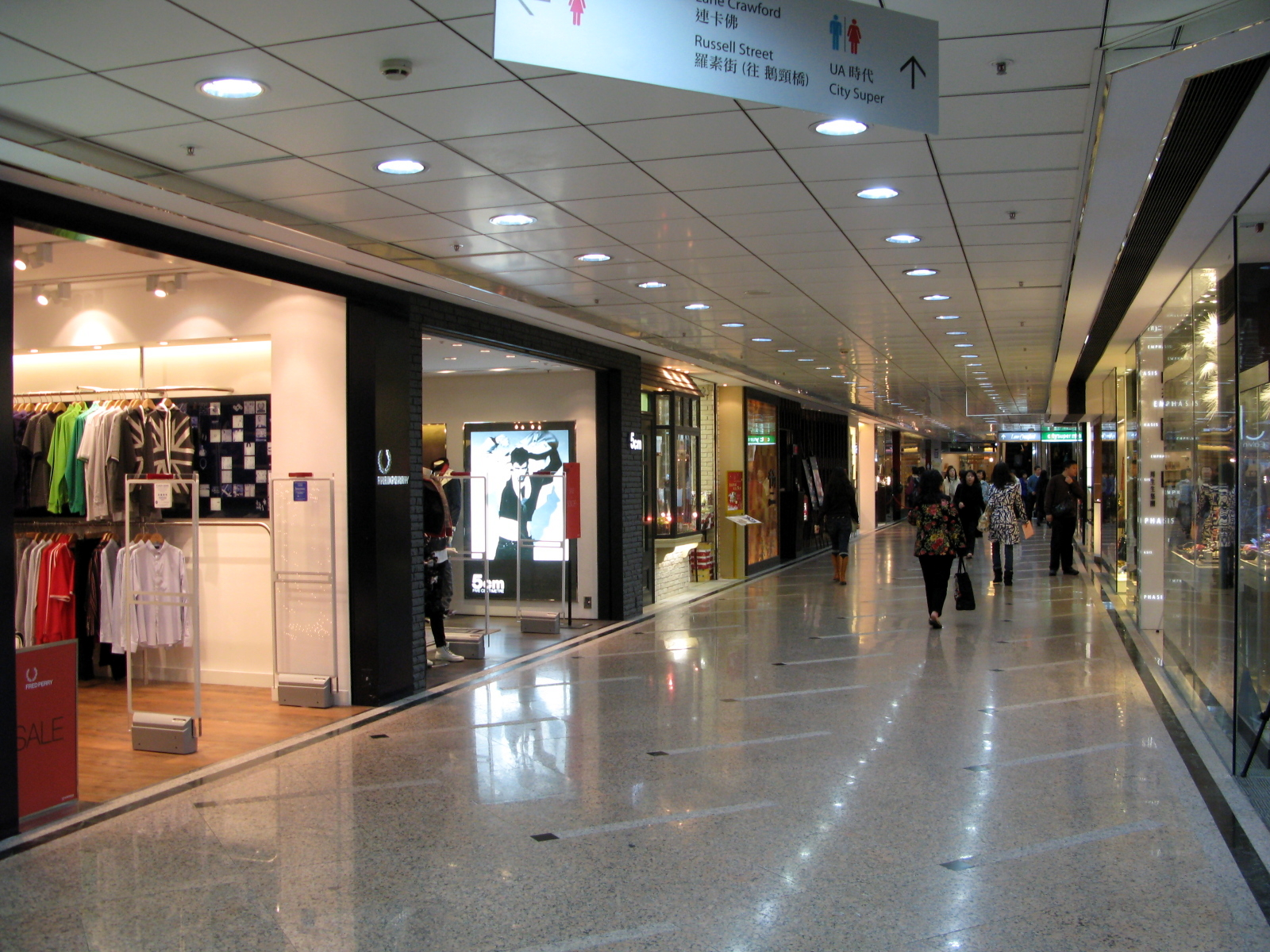
B2層商場（2009年）
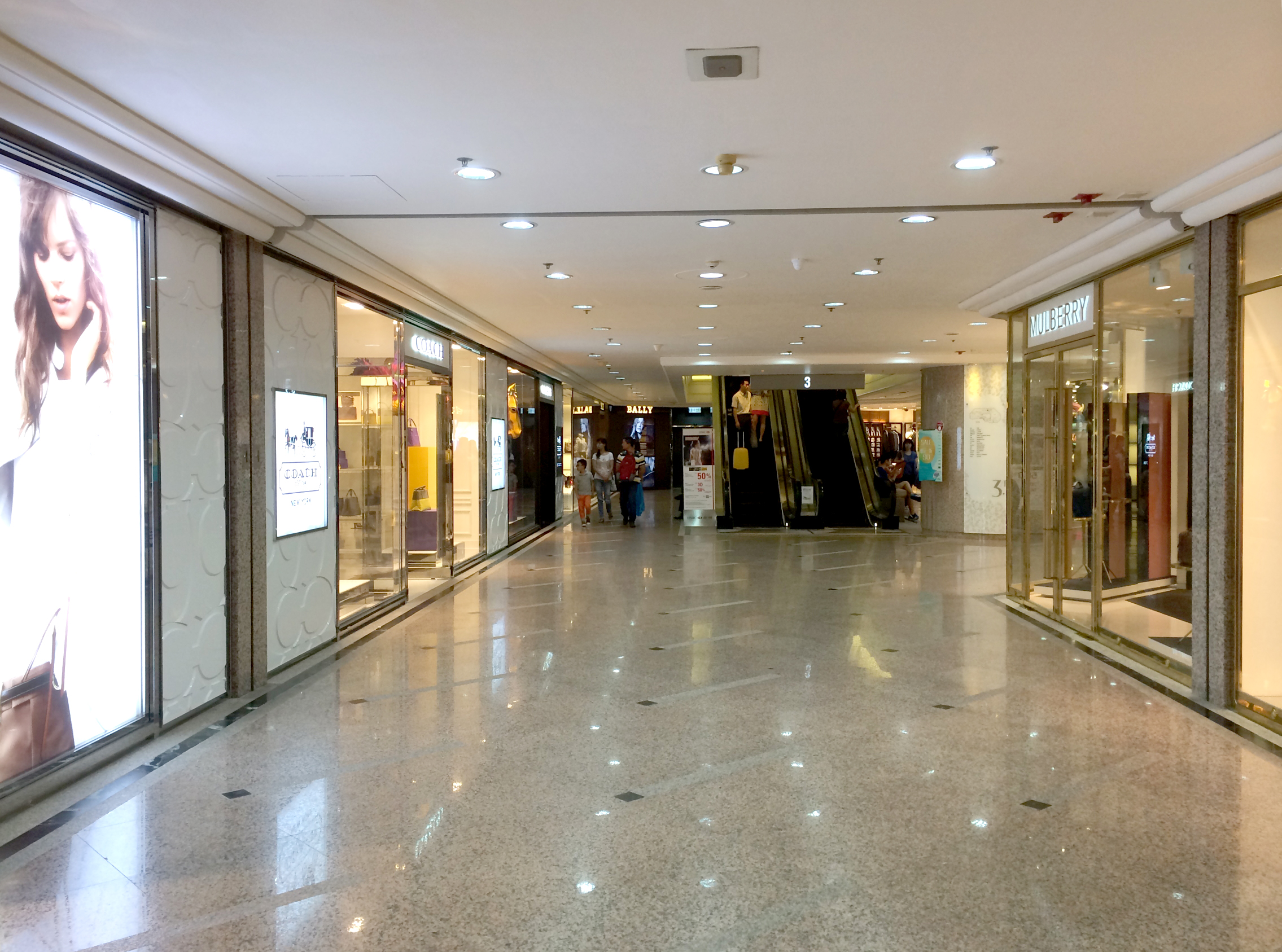
3樓商場（2014年）
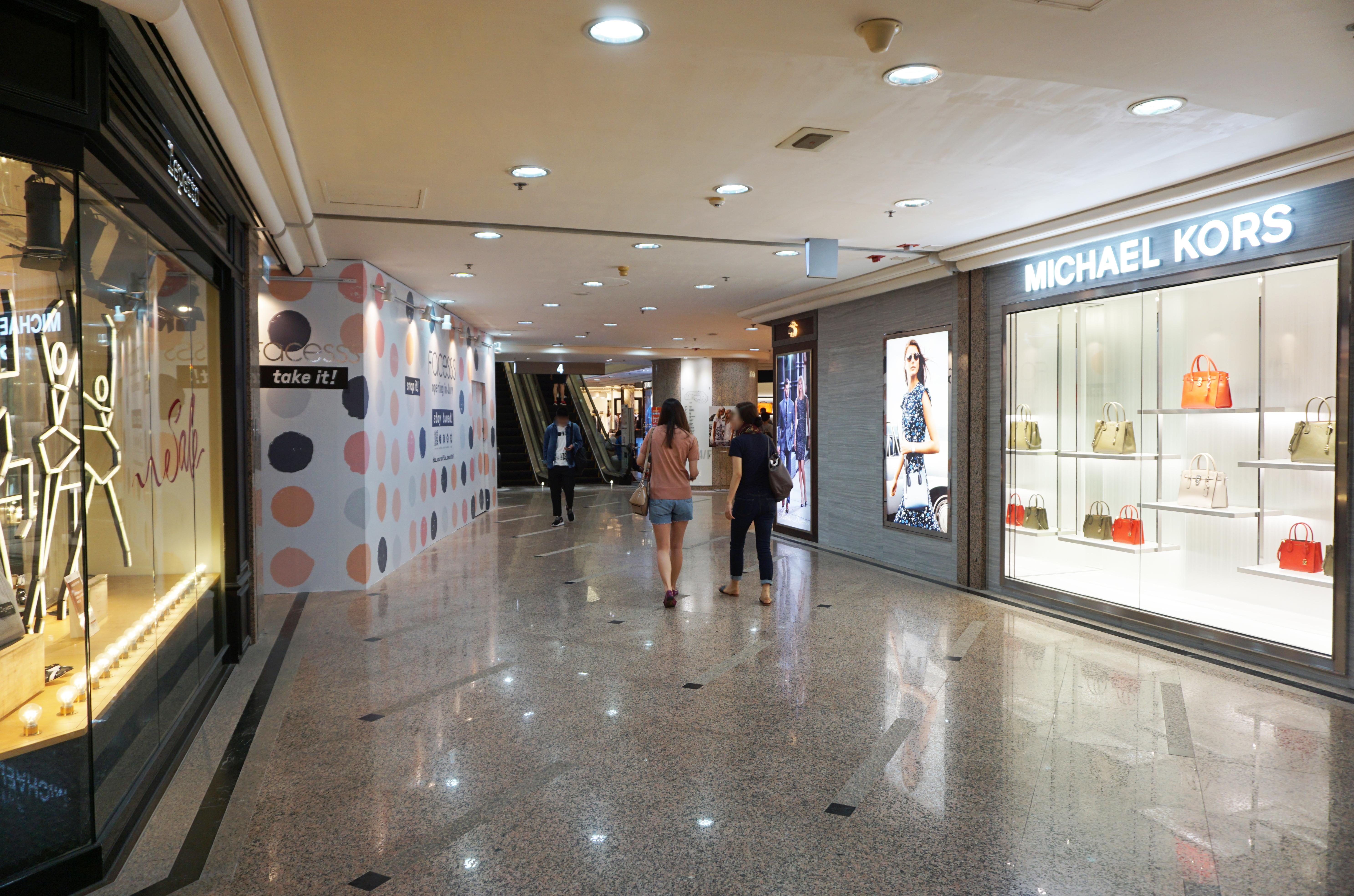
4樓商場（2017年7月）
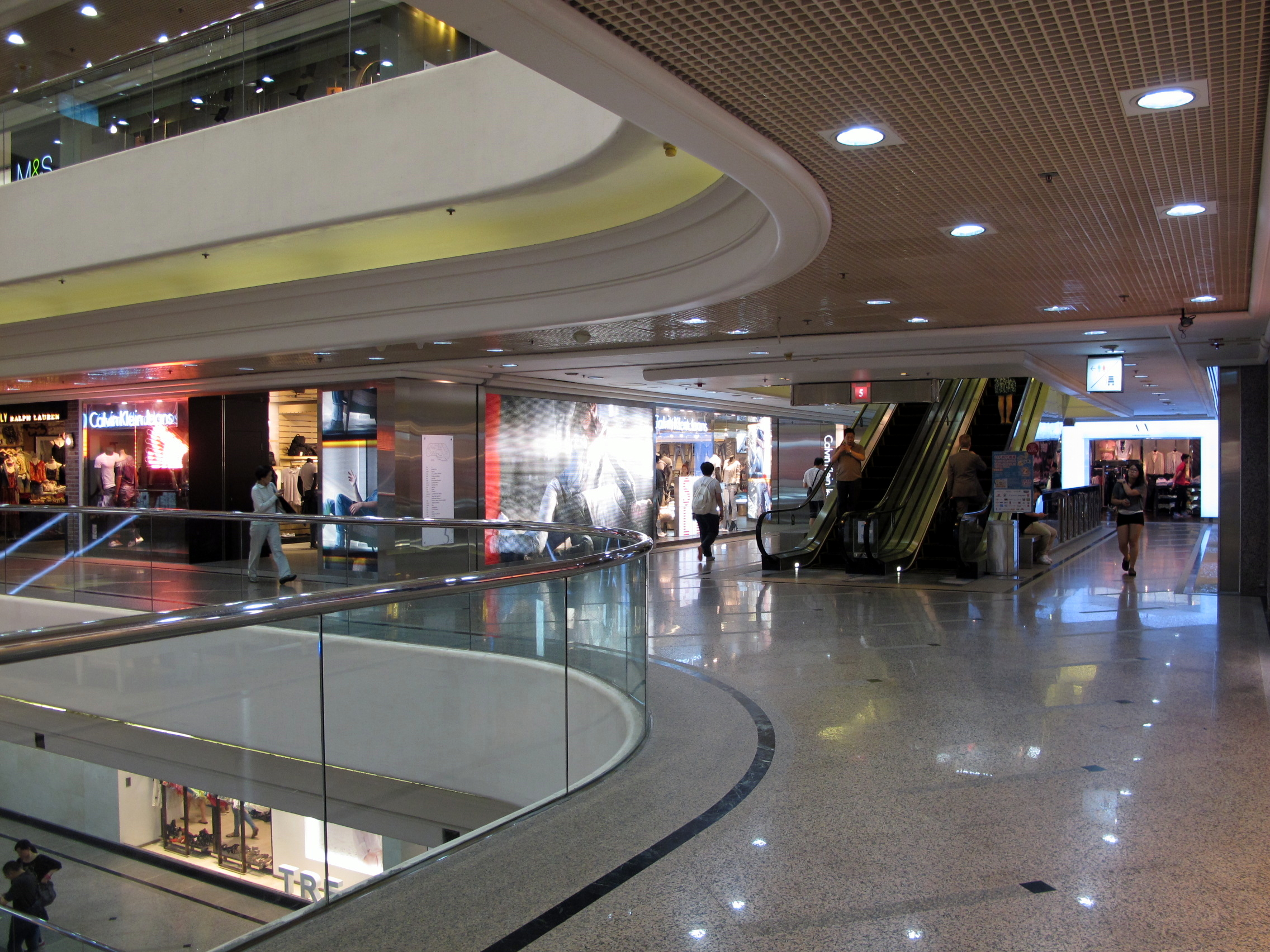
5樓商場（2013年）
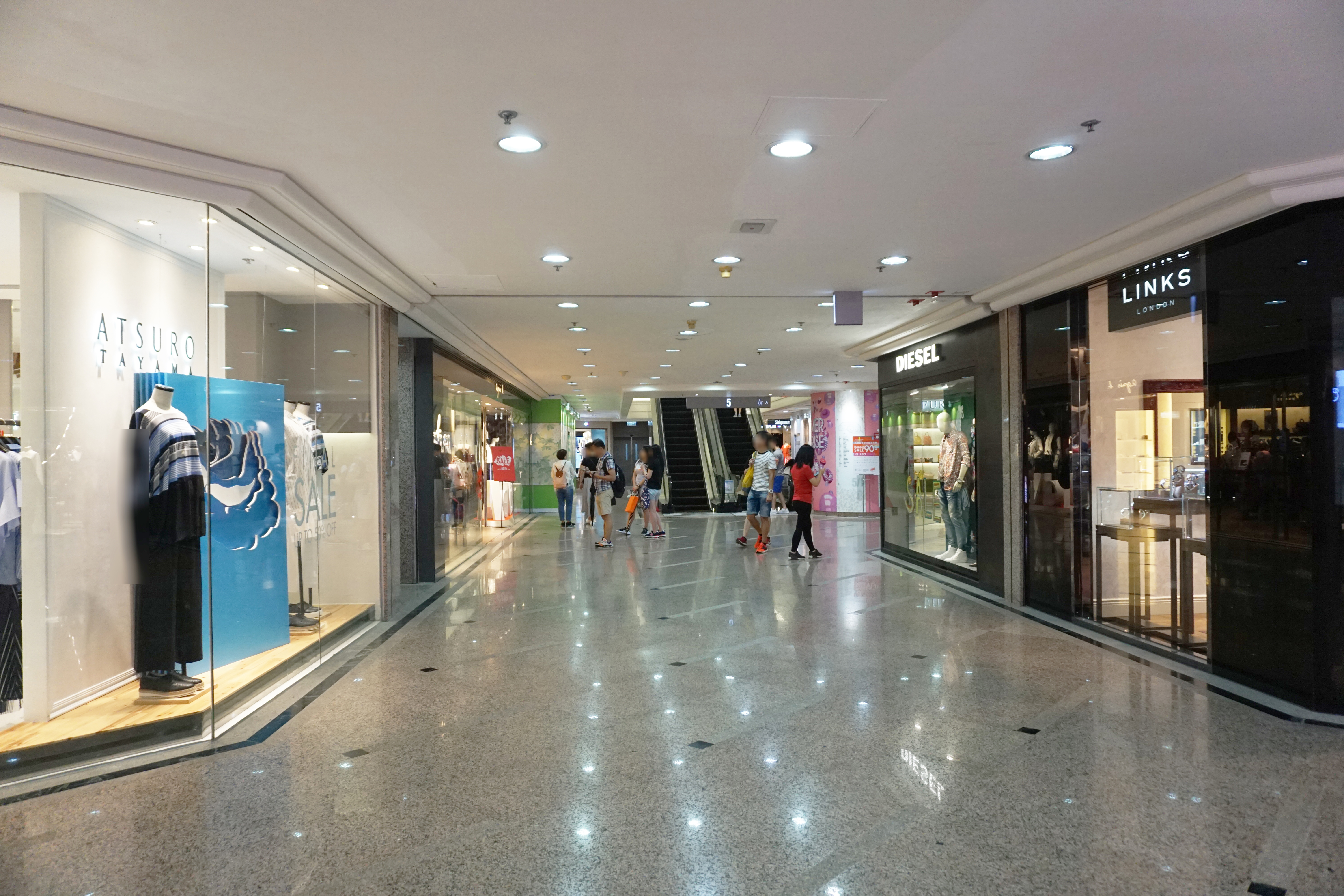
5樓商場（2017年）
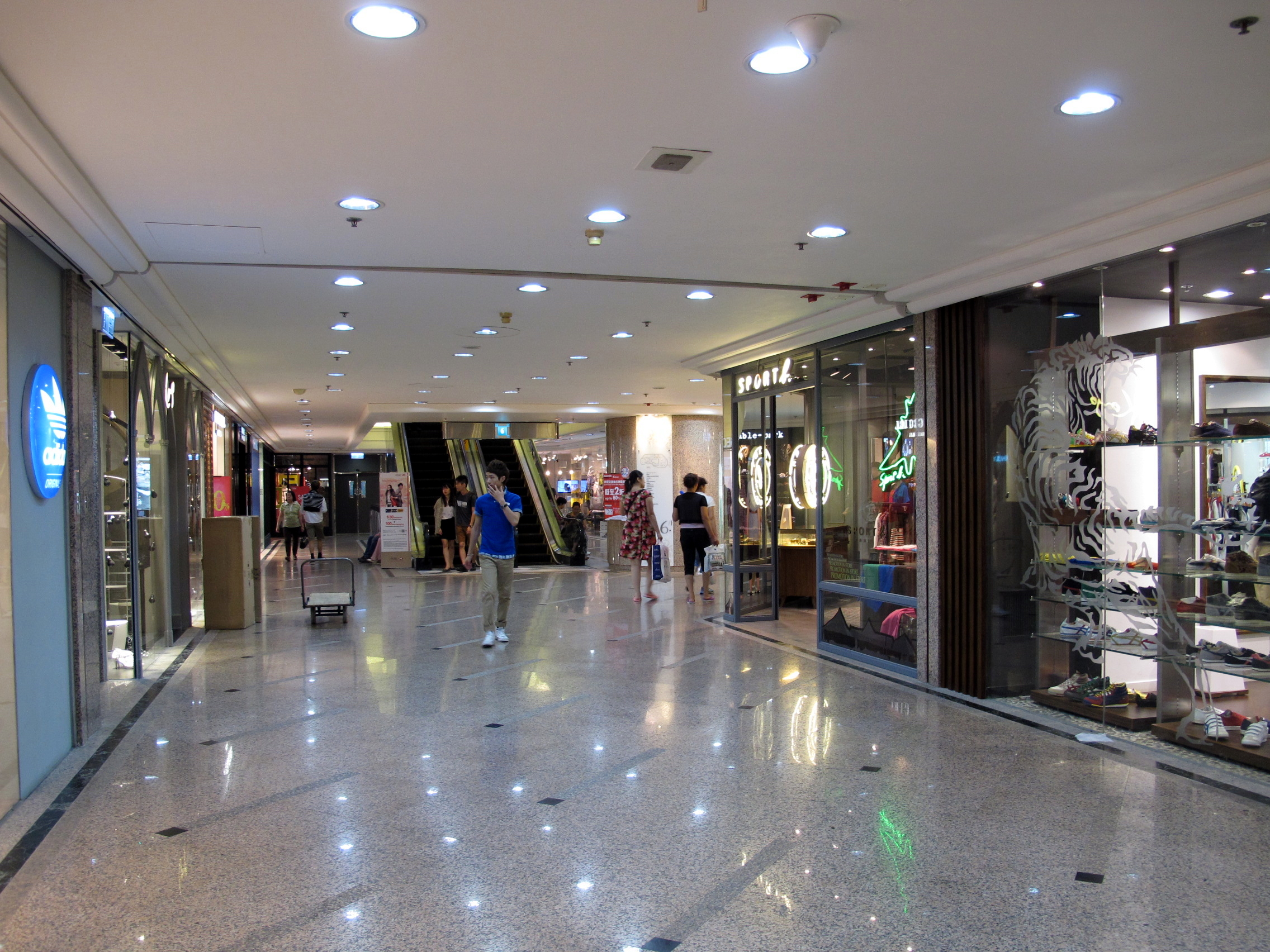
6樓商場（2012年）
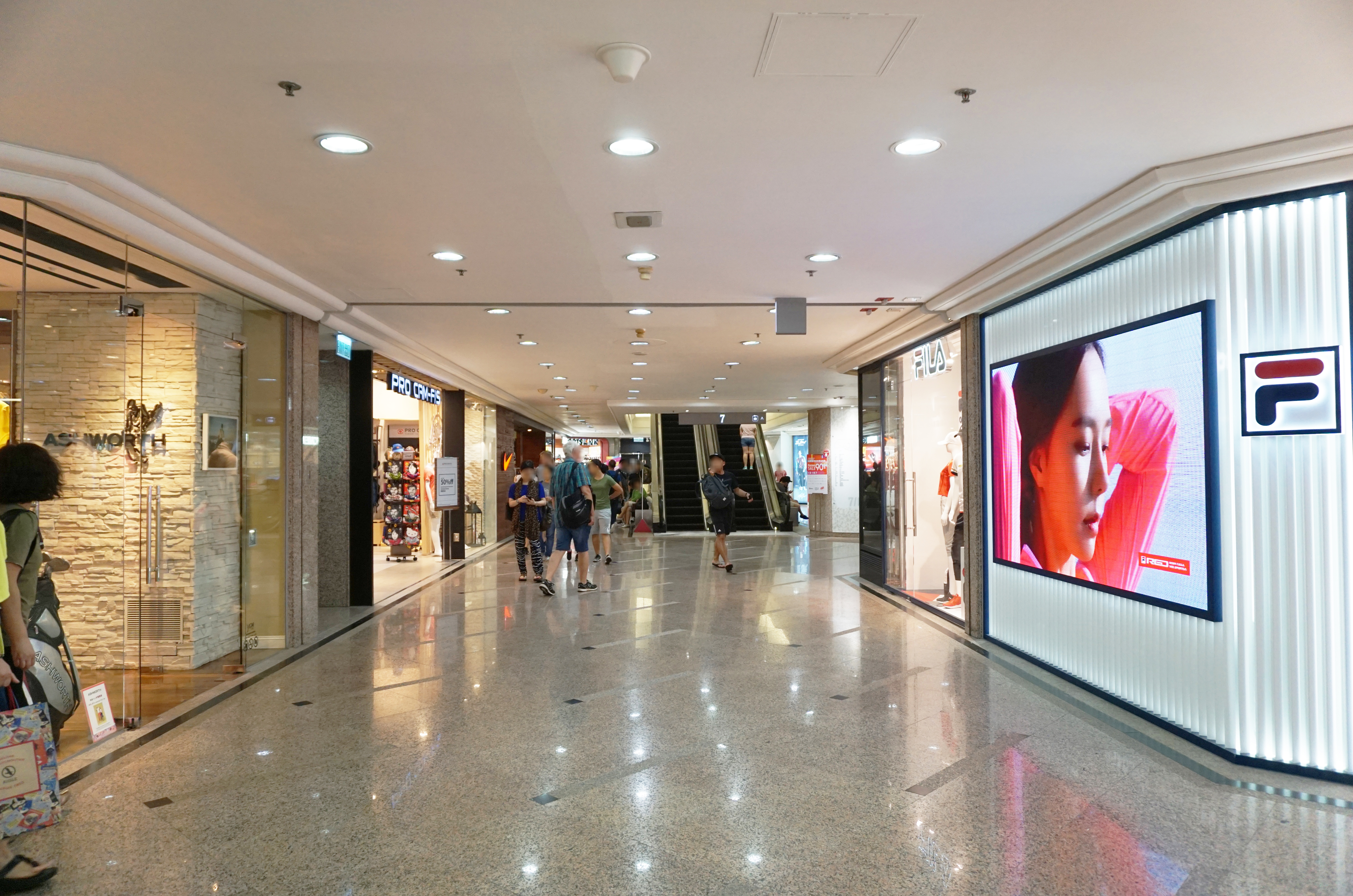
7樓商場（2017年）
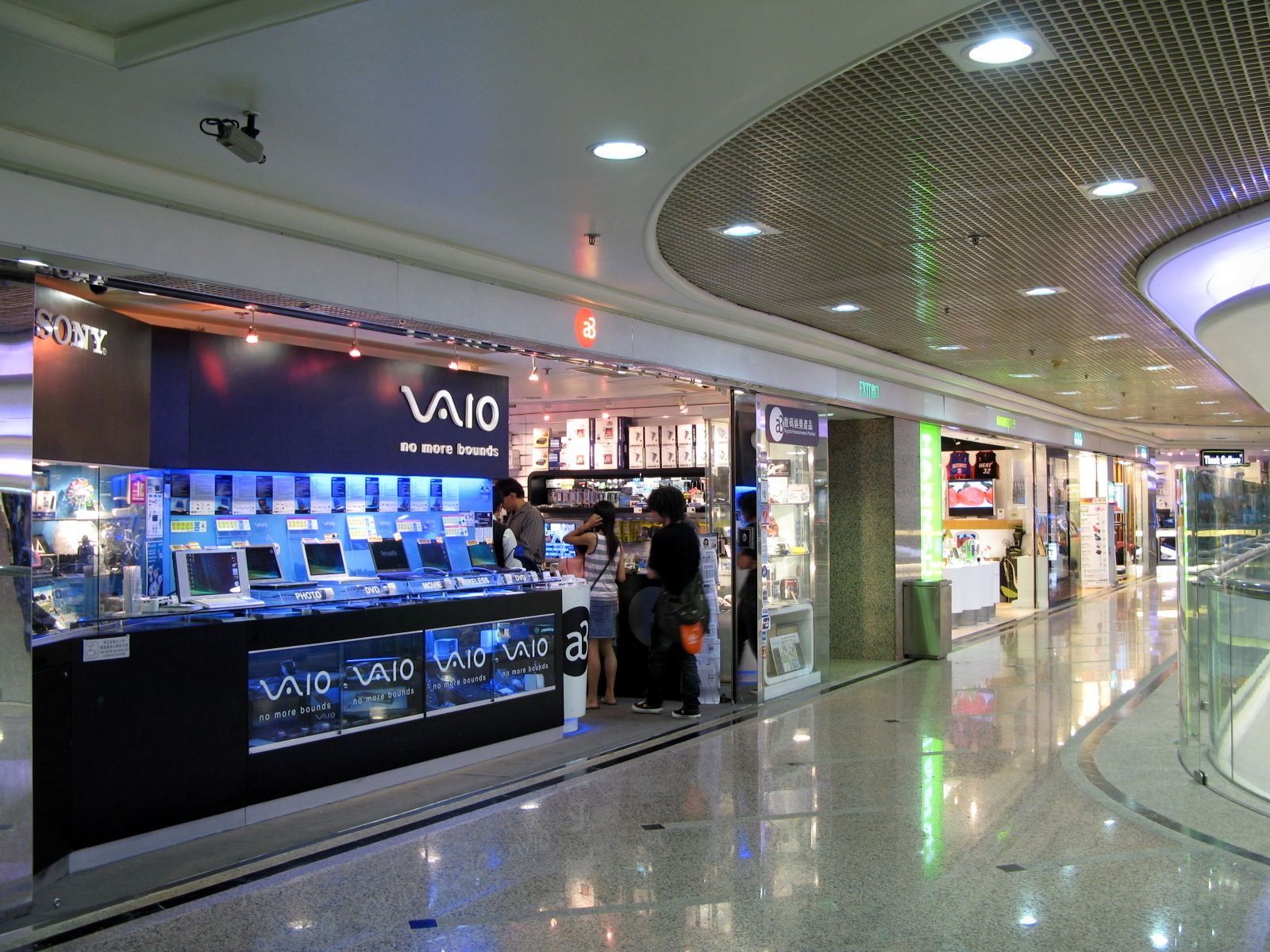
8樓商場（2007年）
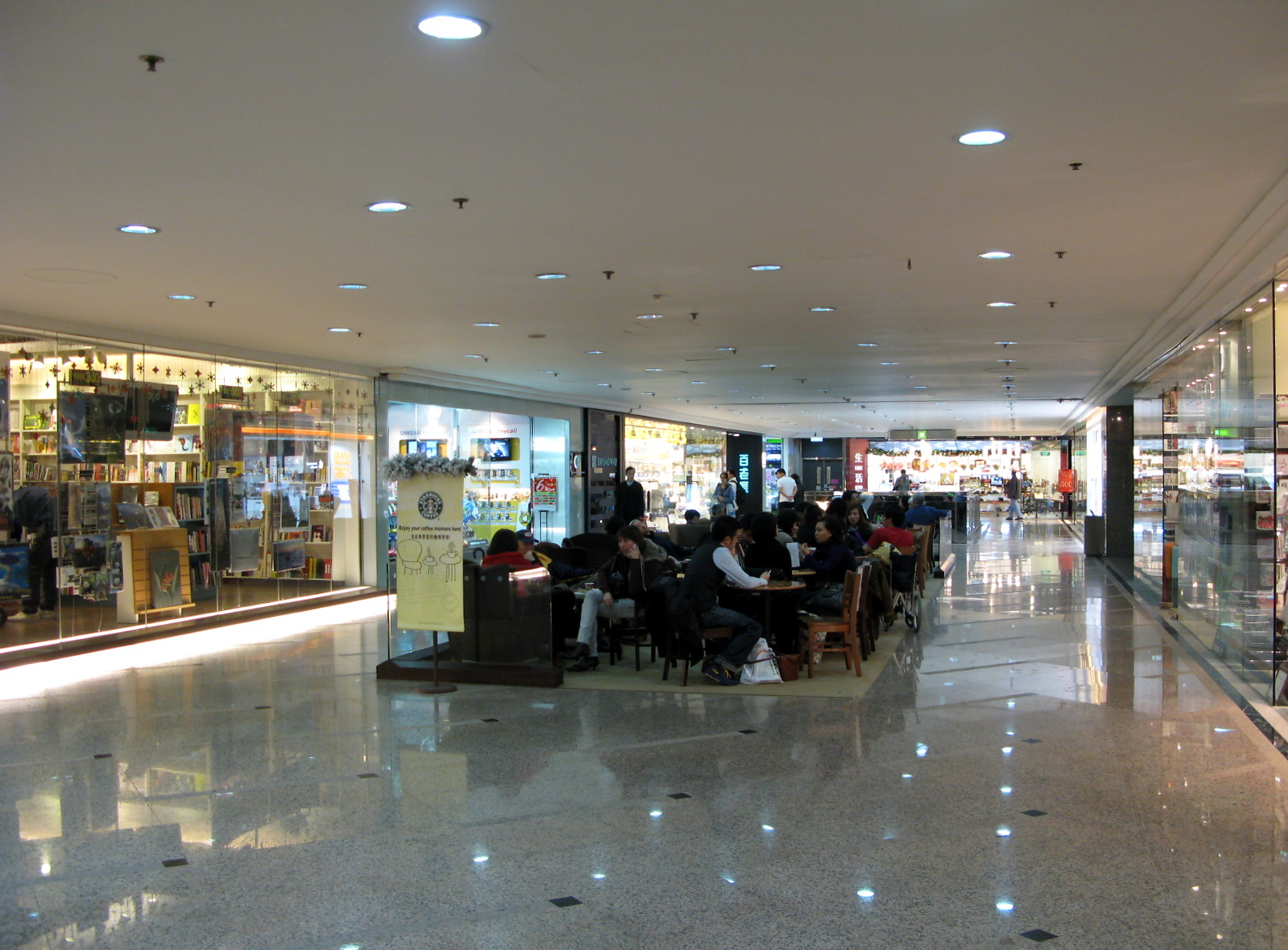
9樓商場（2009年）
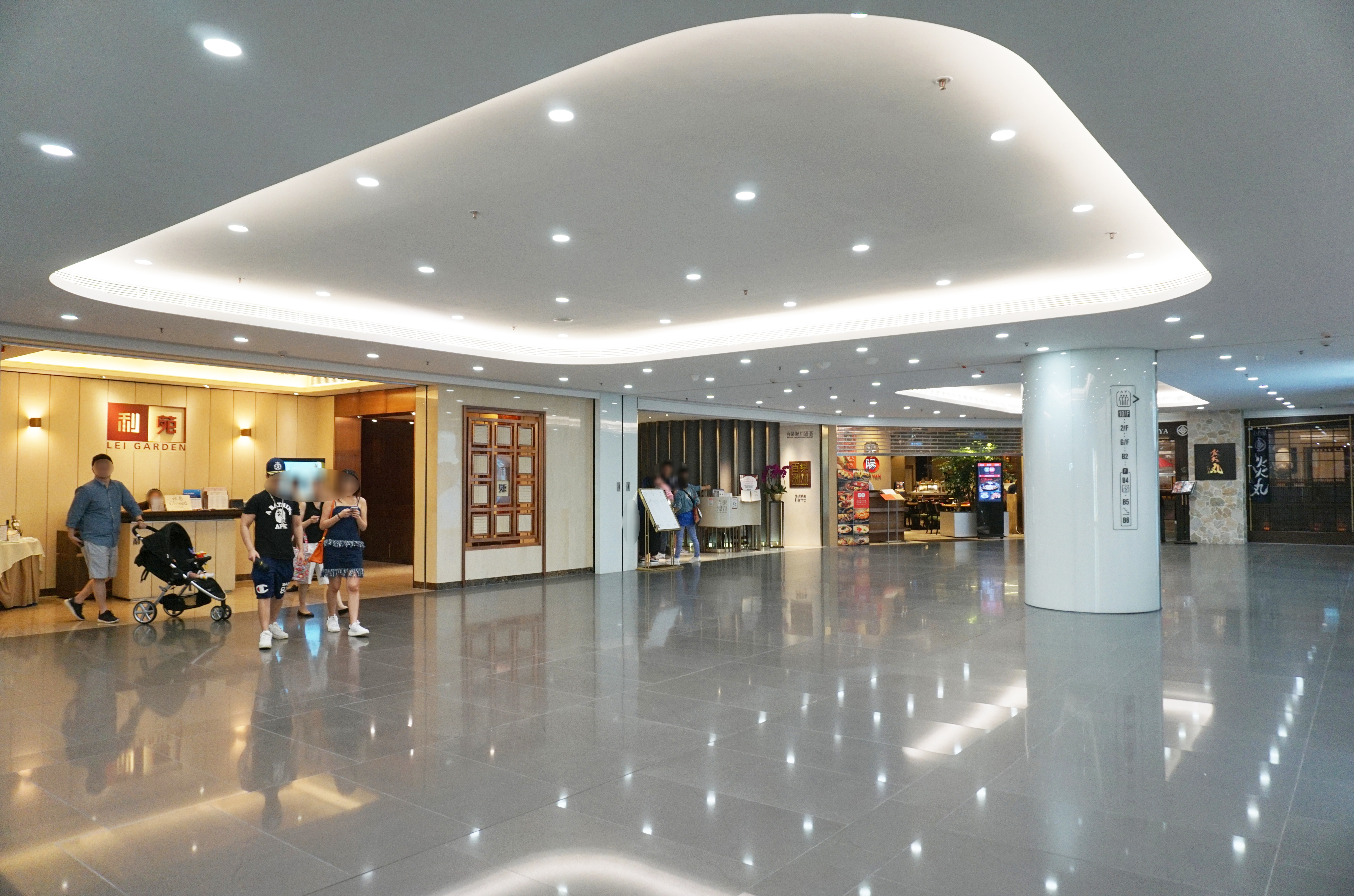
10樓商場（2017年）
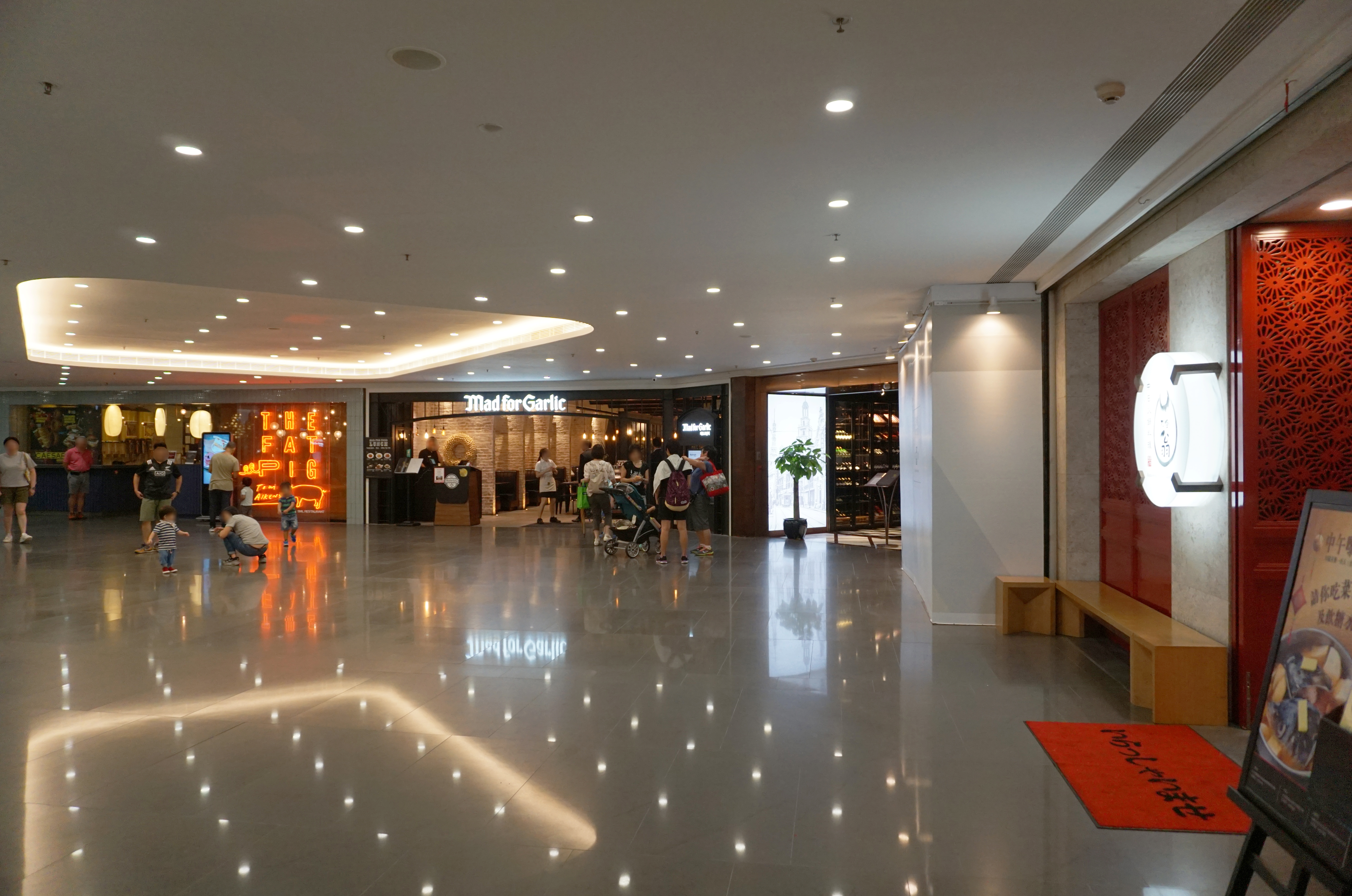
11樓商場（2017年）

## 主要商店
- c!ty'super（B1層）
- 連卡佛（地下及1樓）
- Gucci（2樓）
- Dior（2樓）
- CHANEL（2樓）
- Zara（4樓）
- 樂高認證專門店（9樓）
- i.t.（5樓）
- 豐澤（7樓至9樓）
- 百老匯攝影器材（8樓及9樓）
- 柏斯琴行（9樓及14樓）
- 亮視點（9樓）
- 眼鏡88（9樓）

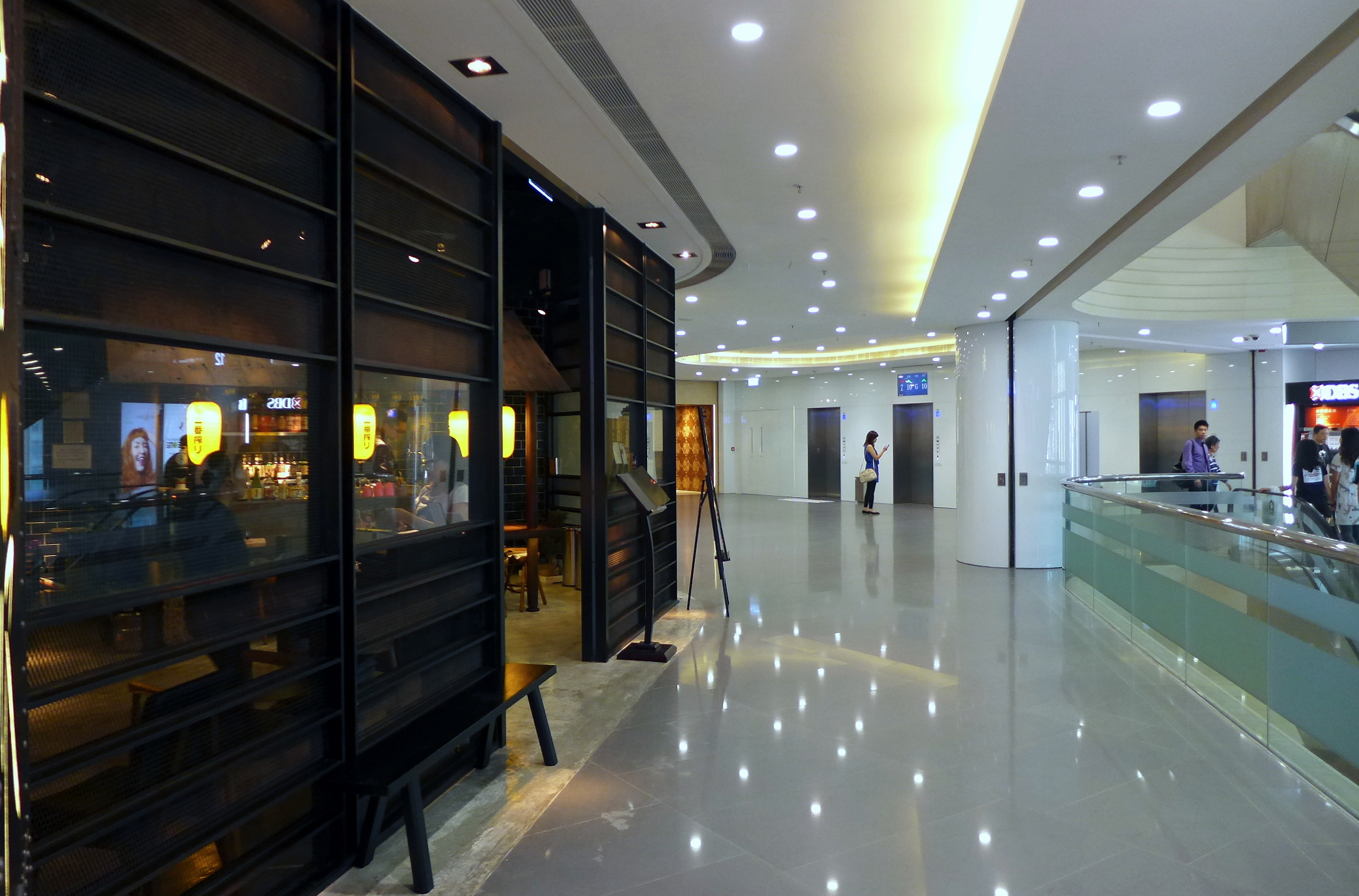
食通天

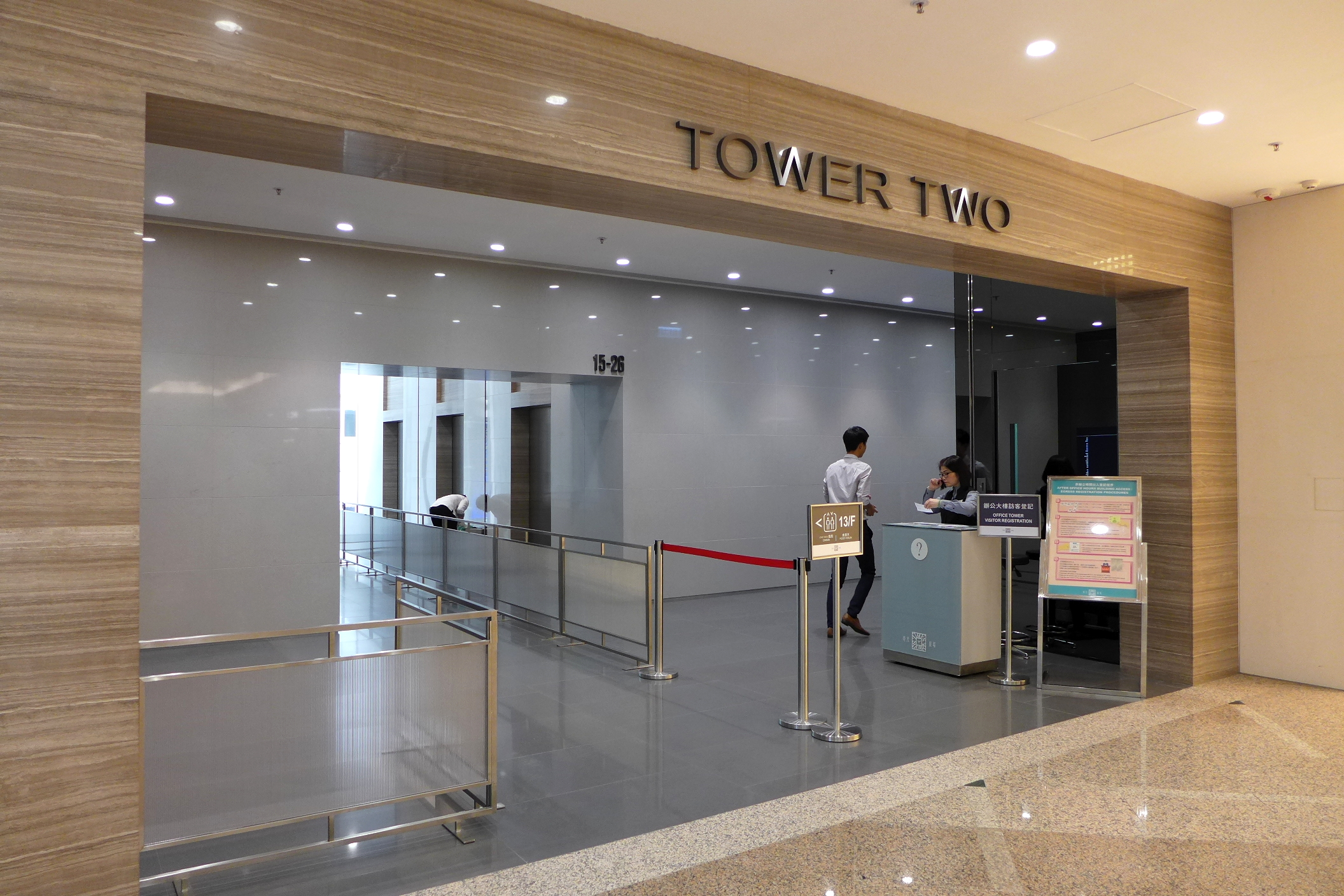
時代廣場二座寫字樓大堂

- 美國冒險樂園旗下Planet J （9樓)
- 食通天 （10至13樓）
- 英皇戲院（13樓）

## 辦公大樓
時代廣場上蓋共有兩座甲級寫字樓，分別是一座（Tower 1）及二座（Tower 2）提供共100萬平方呎的租用單位，是當時全亞洲第一幢商業樓宇使用後備系統之光度纖維通訊設備，確保通訊系統不受干擾或截斷。辦公室大樓的大堂入口設於時代廣場的二樓商場部分。兩座大樓亦提供了4層停車場，為銅鑼灣提供了大量車位。
現時辦公大樓主要租戶從事服務及消費品行業的跨國企業為主，包括Apple Asia、Avaya、Bayin Resources、BMC Services、InQuartik、Google、Grand Central、Hitachi Data、L'Oreal、PepsiCo、Vicini Apac、SAP、SAIC、FoodPanda 及The Walt Disney等。南華早報在2018年2月遷入樓高6層，佔地10萬平方呎的辦公室。
另外，香港大型建築師事務所之一的劉榮廣伍振民建築師事務所（同時掛建築師事務所商會名字），總公司設於一座頂樓。
受疫情影響業務反而有所發展的外賣平台foodpanda，2021年5月租用銅鑼灣時代廣場二座23及24樓全層，作為擴充業務及升級，每層面積約1.9萬平方呎，合共約3.8萬平方呎，每平方呎約45元。

### 一座
一座樓高46層，樓高194米，每層樓面面積則為17,000平方呎，曾先後被國民西敏寺銀行及蘇格蘭皇家銀行冠名，2009年結束冠名。以下為時代廣場一座部分租戶樓層分佈：
- 46至47樓：劉榮廣伍振民建築師事務所
- 24樓：Apple Inc
- 23樓及26樓：阿里巴巴集團

### 二座
二座樓高39層，樓高169米，每層樓面面積達19,000平方呎，曾獲得石油公司香港蜆殼有限公司於1993年5月冠名，2011年結束冠名。以下為時代廣場二座部分租戶樓層分佈：
- 34樓：Sky Business Centre、諾亞控股
- 28樓：Cyclopes Education（C教育）（2807室）
- 23至24樓：foodpanda
- 21樓，25樓2501室及26樓：Google香港
- 17樓：今日企業拓展（1709室）
- 15樓：時代廣場有限公司（1501-06室）

## 合作商場和百貨公司
商場和韓國首爾樂天百貨（2014年11月1日至2015年12月31日）、新加坡Robinsons百貨（2014年11月1日至2015年12月31日）及泰國曼谷暹邏購物中心（2015年3月1日至2016年3月31日）合作，在期限內互相承認對方的貴賓卡。

## 翻新工程
配合中國內地自由行旅客對國際名店品牌的需求，九龍倉耗資5億元將時代廣場地下至2樓的2萬呎UA戲院搬上商場12樓及13樓的食通天位置。工程於2012年1月展開，為期12個月至18個月，地下及2樓的戲院位置會改建為3個大舖位，其中2樓有2間約9,000呎舖位，地下有一間3,800呎舖位，其中國際名牌Tiffany & Co已率先洽租地下部份。2樓則開設路易威登及CHANEL。位於場12樓及14樓的新戲院以新院綫品牌「CINE TIMES」為名，新院綫會由原本3間變成5間迷你戲院，佔地約4萬平方呎，設5間影院約900座位。並引進真皮座椅、4K超高清播放及杜比全景聲效系統，票價不會高於100元。工程長達十八個月時間，最終於2013年11月21日開業。
翻新工程把停車場新增升降機直達2樓至10樓，亦將4部由地下直達10樓以上食通天的觀光升降機改為密封式，以增加載客空間。停車場出口也改向堅拿道西位置，以免出車時被的士站的車堵塞。
食通天位置翻新後，新增了多間食肆，韓國餐廳School Food、日本餐廳Zushi ANA、越式餐廳芽莊越式料理等。唯公共範圍原有的特色裝修設計完全消失，大部份範圍以香港商場常見的白色膠版外牆為主要用料，欠缺任何裝飾，欠奉特色，務求將遊人的「購物體驗」限於店舖內。
而九龍倉亦為時代廣場推出共有六個版本的電視廣告，說出年輕人的心聲，然後一句「時代是你的」口號作結。

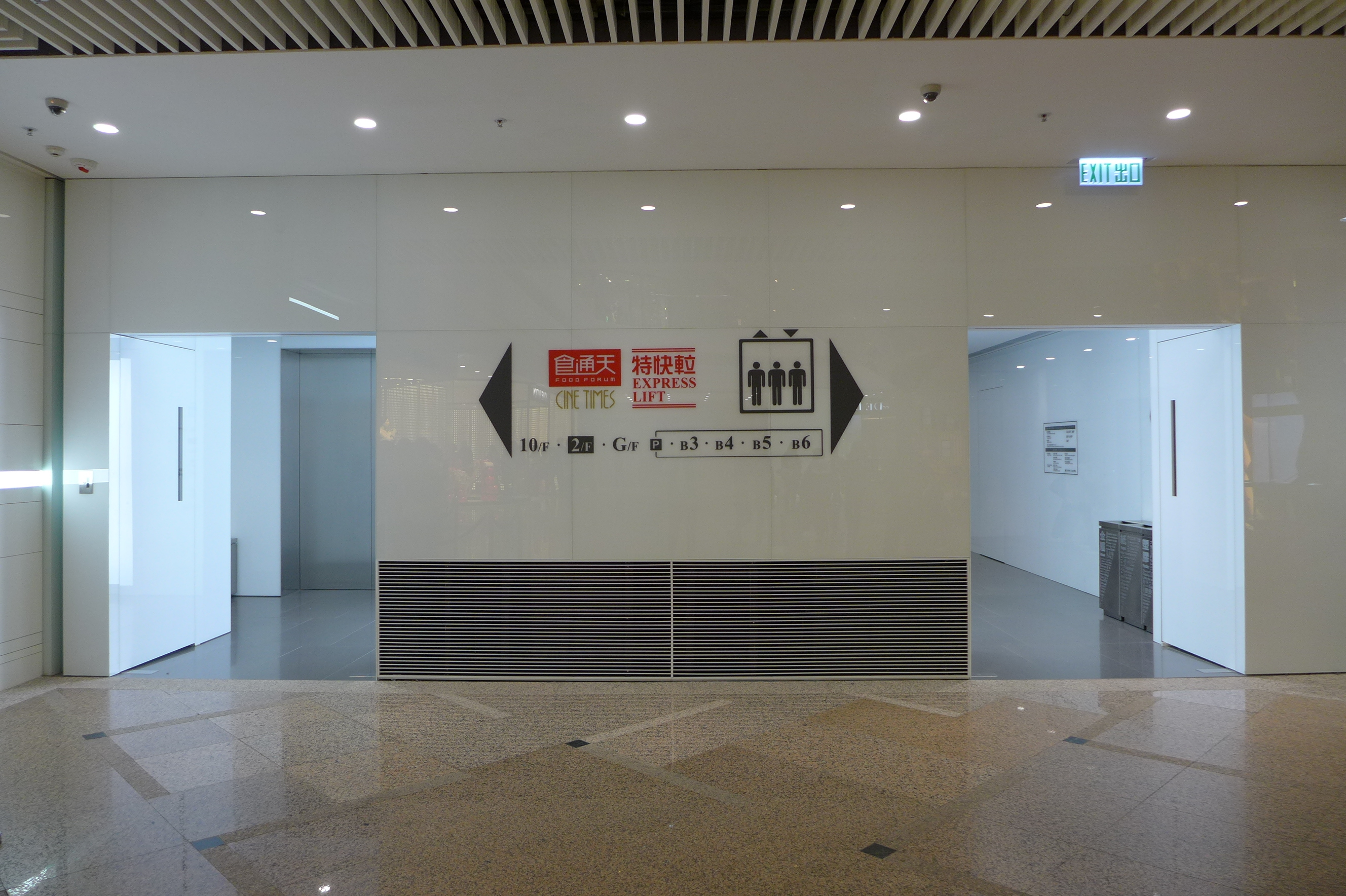
翻新工程把停車場新增升降機直達2樓至10樓
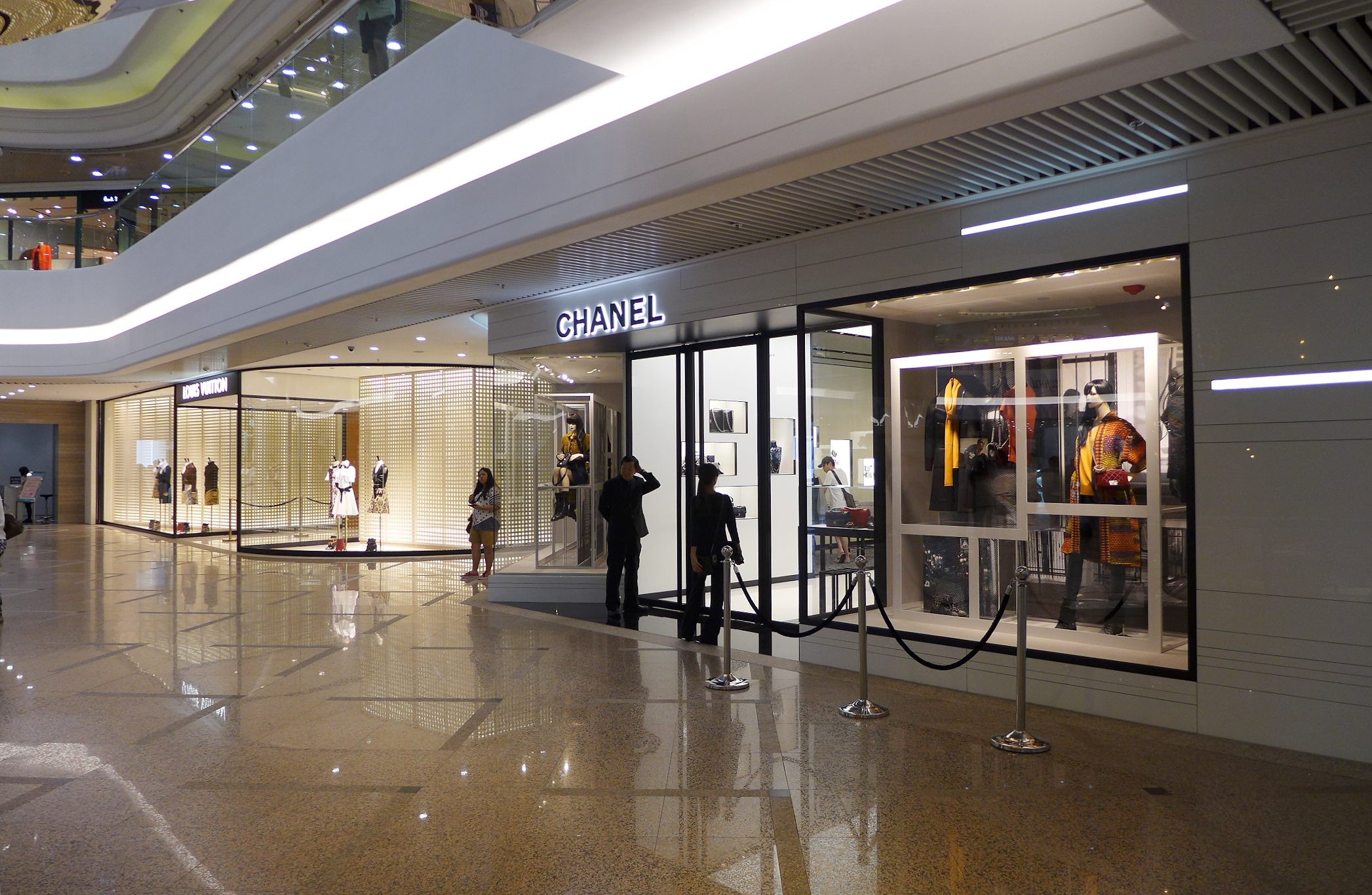
2樓開設路易威登及CHANEL
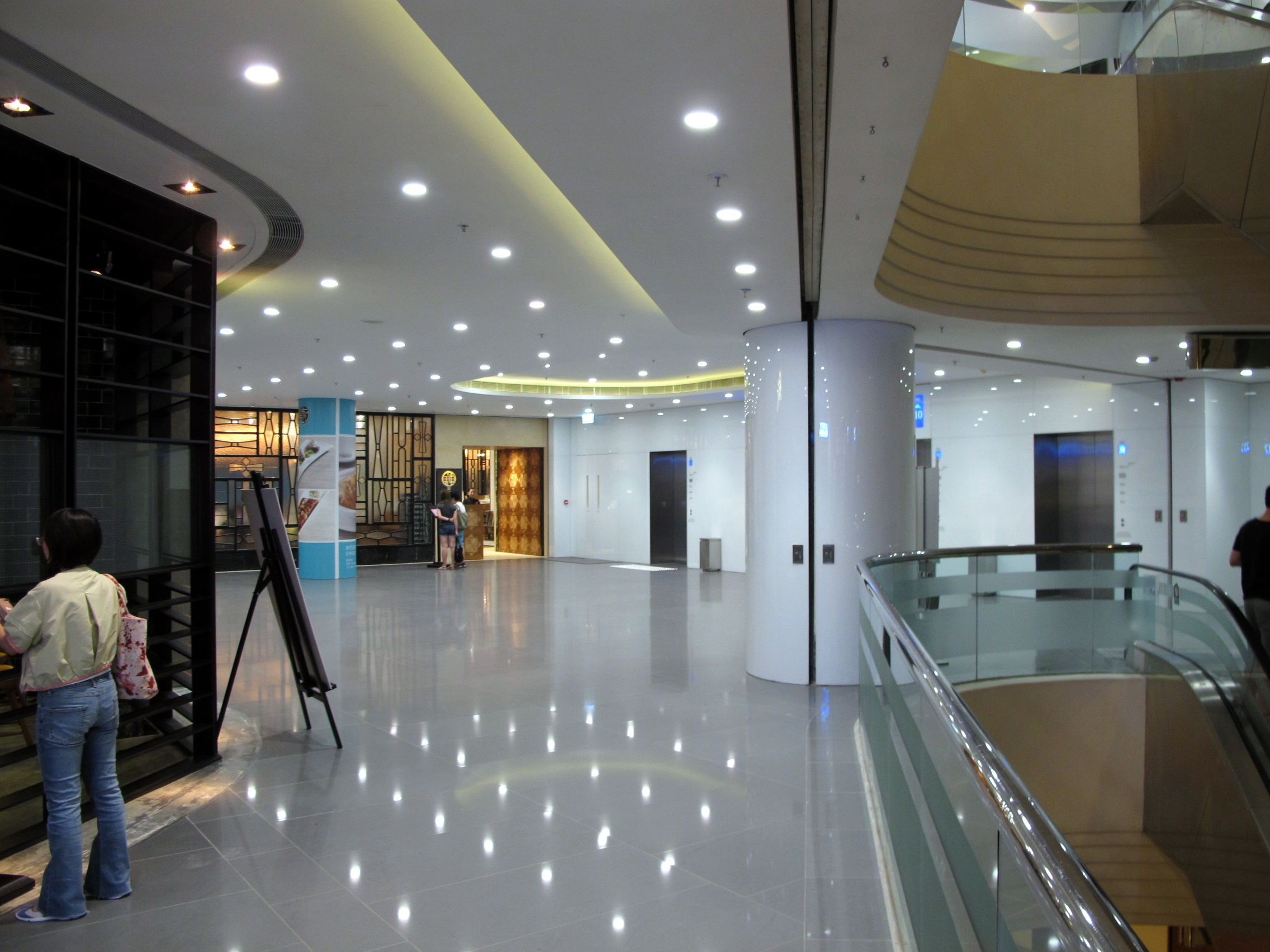
食通天翻新後公共範圍以白色為主調，欠奉特色
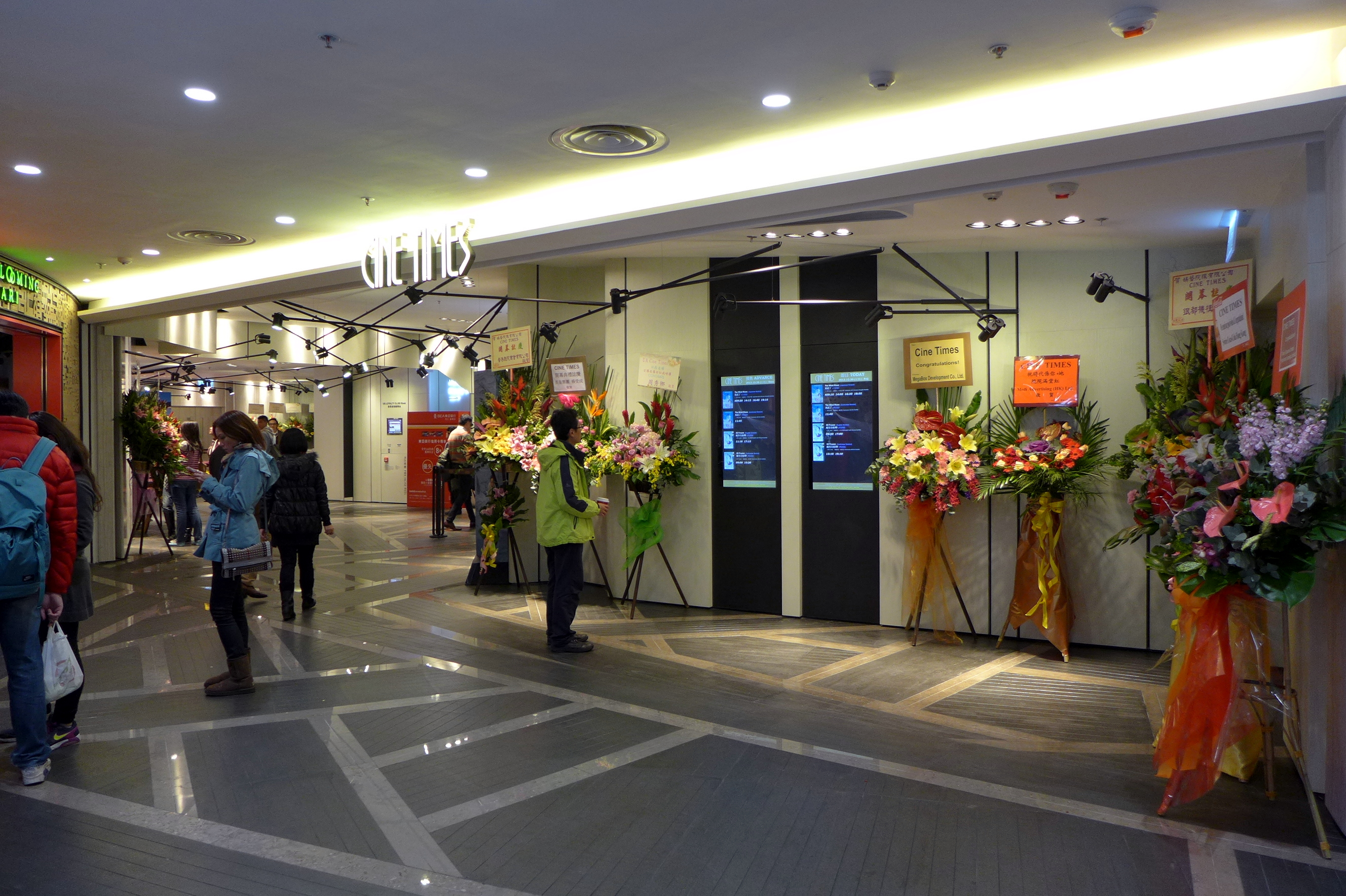
CINE TIMES 戲院

到2020年11月起，商場中庭的升降機進行翻新工程，原本的雲石外牆變為普通的白色磚，而中庭周邊的假天花也更換為黑色。

## 倒數活動
由1994年至2013年，時代廣場仿倣美國紐約時報廣場，在每年除夕夜舉行節日倒數活動，名為蘋果倒數，吸引不少市民參與，不同電視、電台頻道都會在倒數前後作現場直播。時代廣場亦曾與香港電台第二台合作，在2001年至2011年間共11年的除夕夜合辦倒數活動，並分別在香港電台第二台和及其網站作全程聲音及視像直播。「除夕蘋果倒數」活動，20年來每年參加的人數超過10萬人。在20年來，已有超過二百萬人次在時代廣場慶祝倒數活動。每年現場參與人士由十多歲至30歲為主，絕大多是香港市民。世界各國電視台亦會現場轉播倒數情況，成為當時亞洲區內最觸目的盛事之一。 不過由2014年除夕起決定停辦。

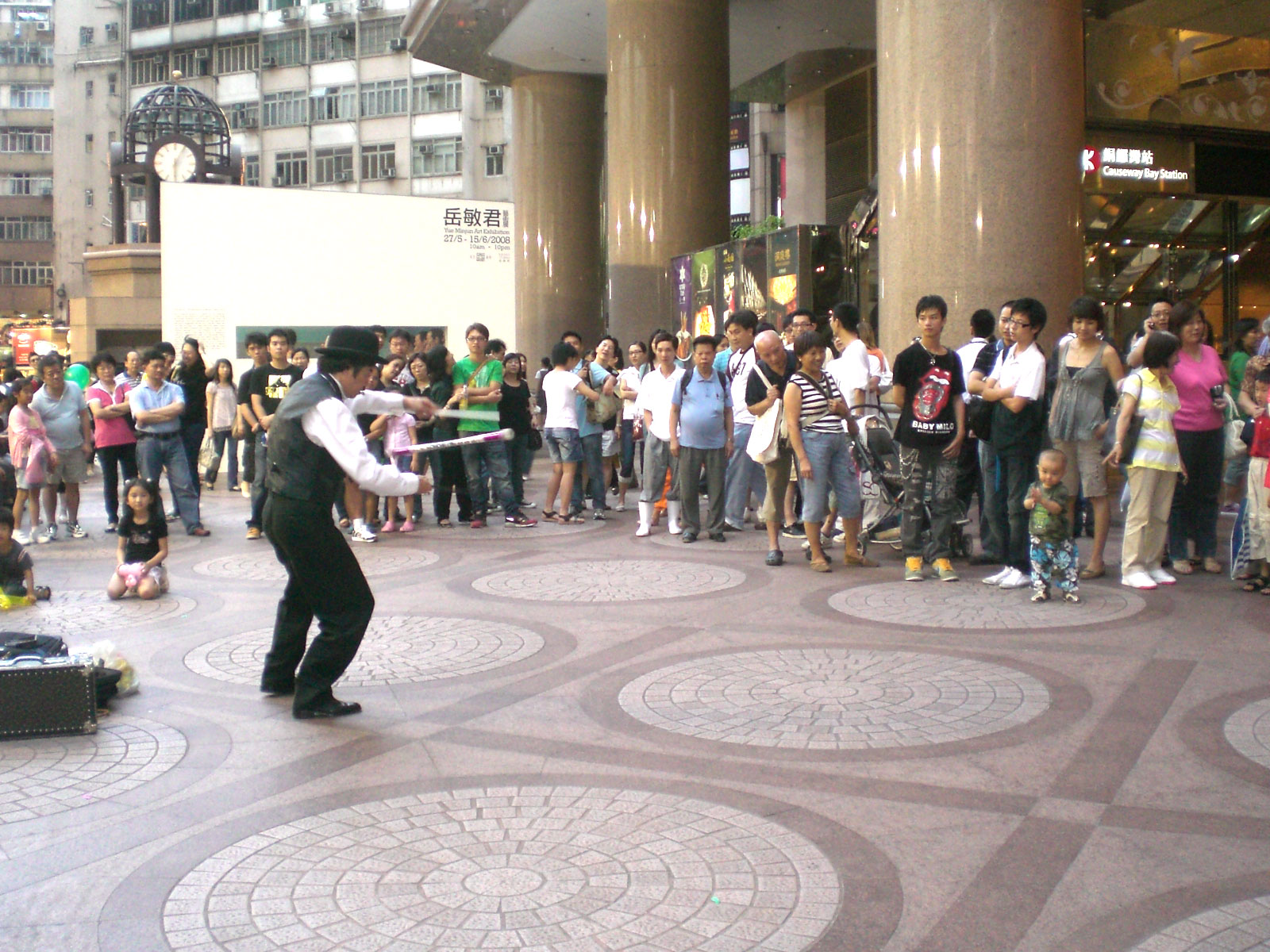
時代廣場地面廣場的街頭藝術表演（2008年）
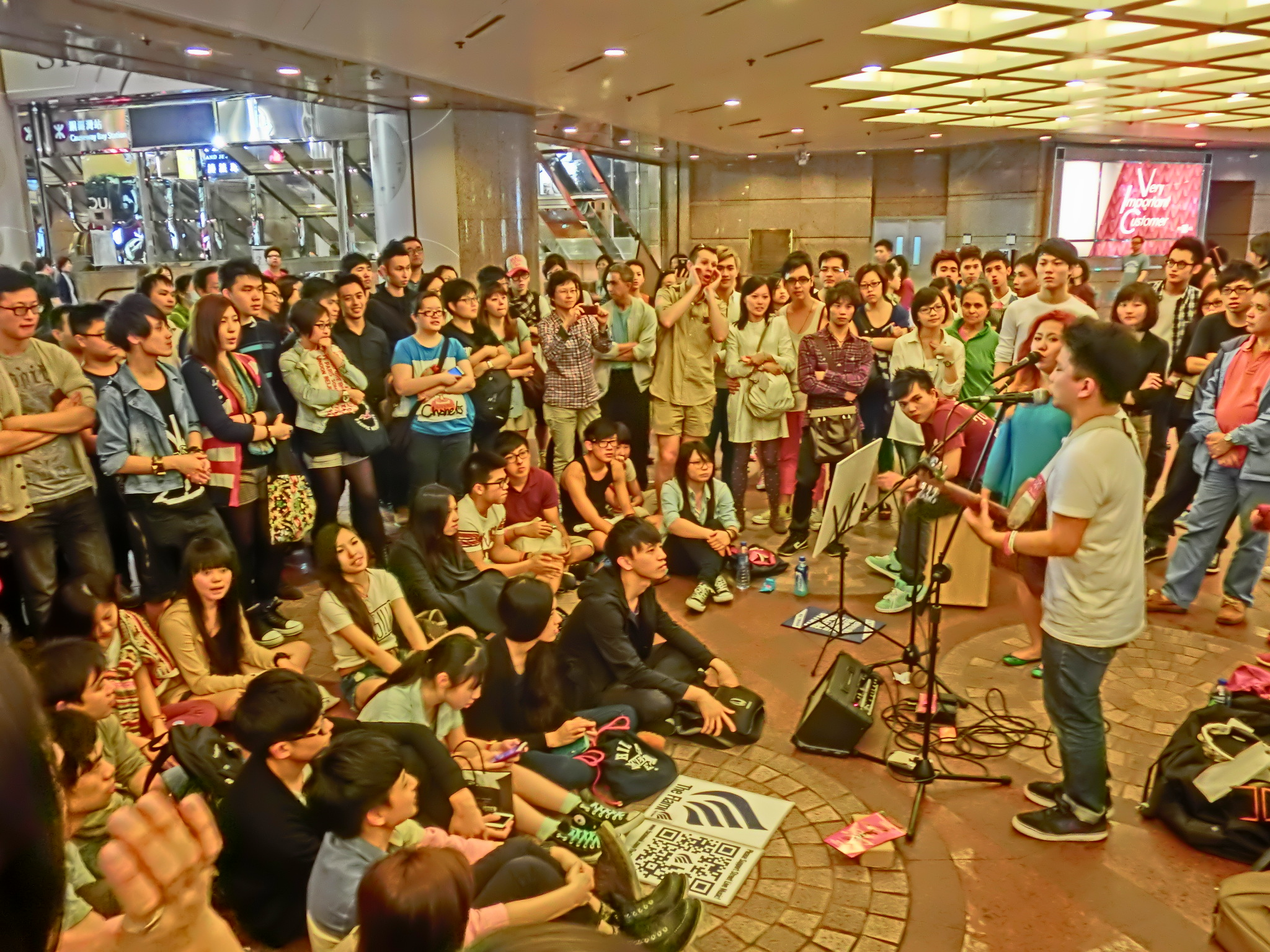
時代廣場地面廣場Busking表演（2013年）
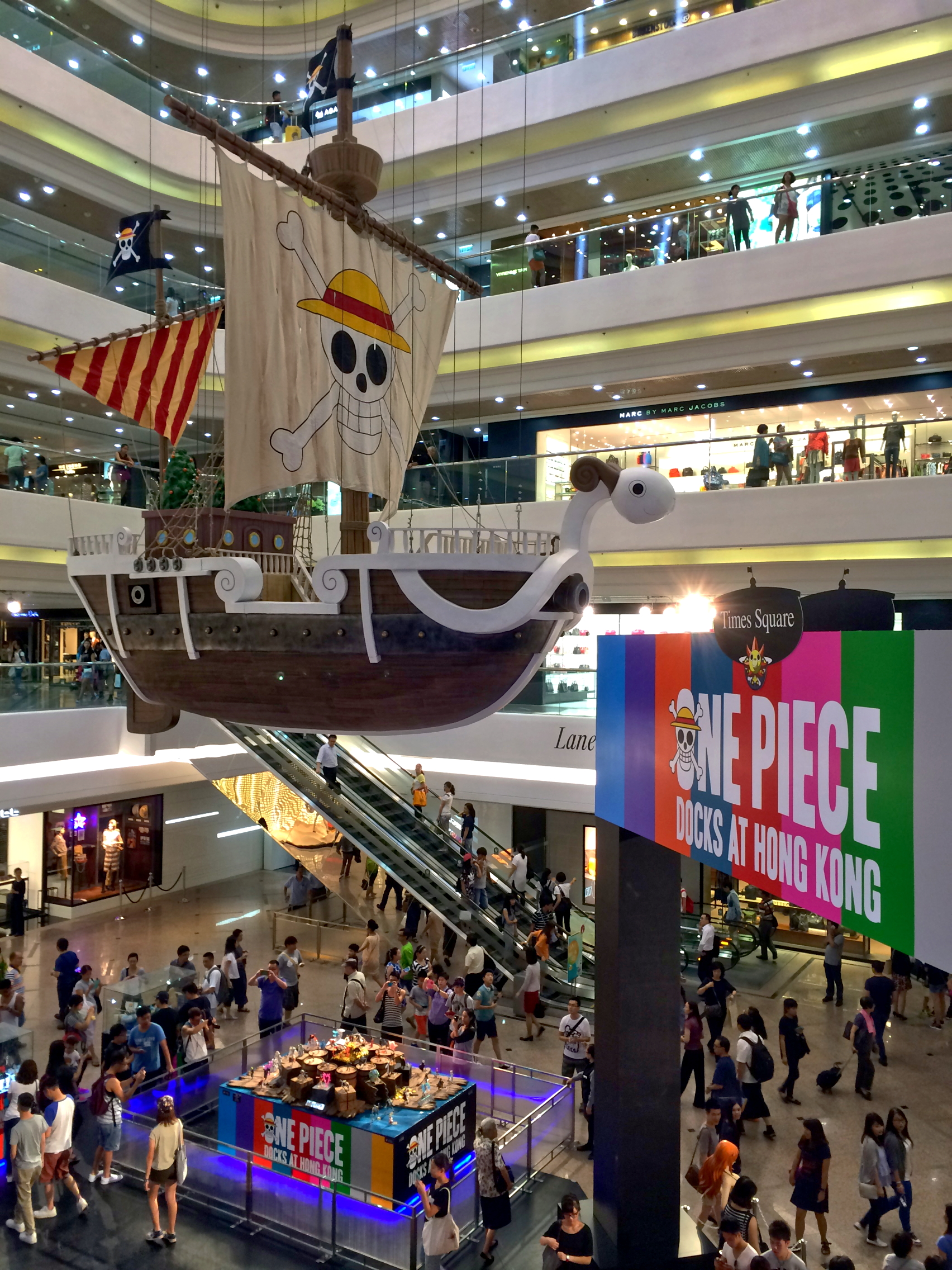
2014年暑假海賊王展覽
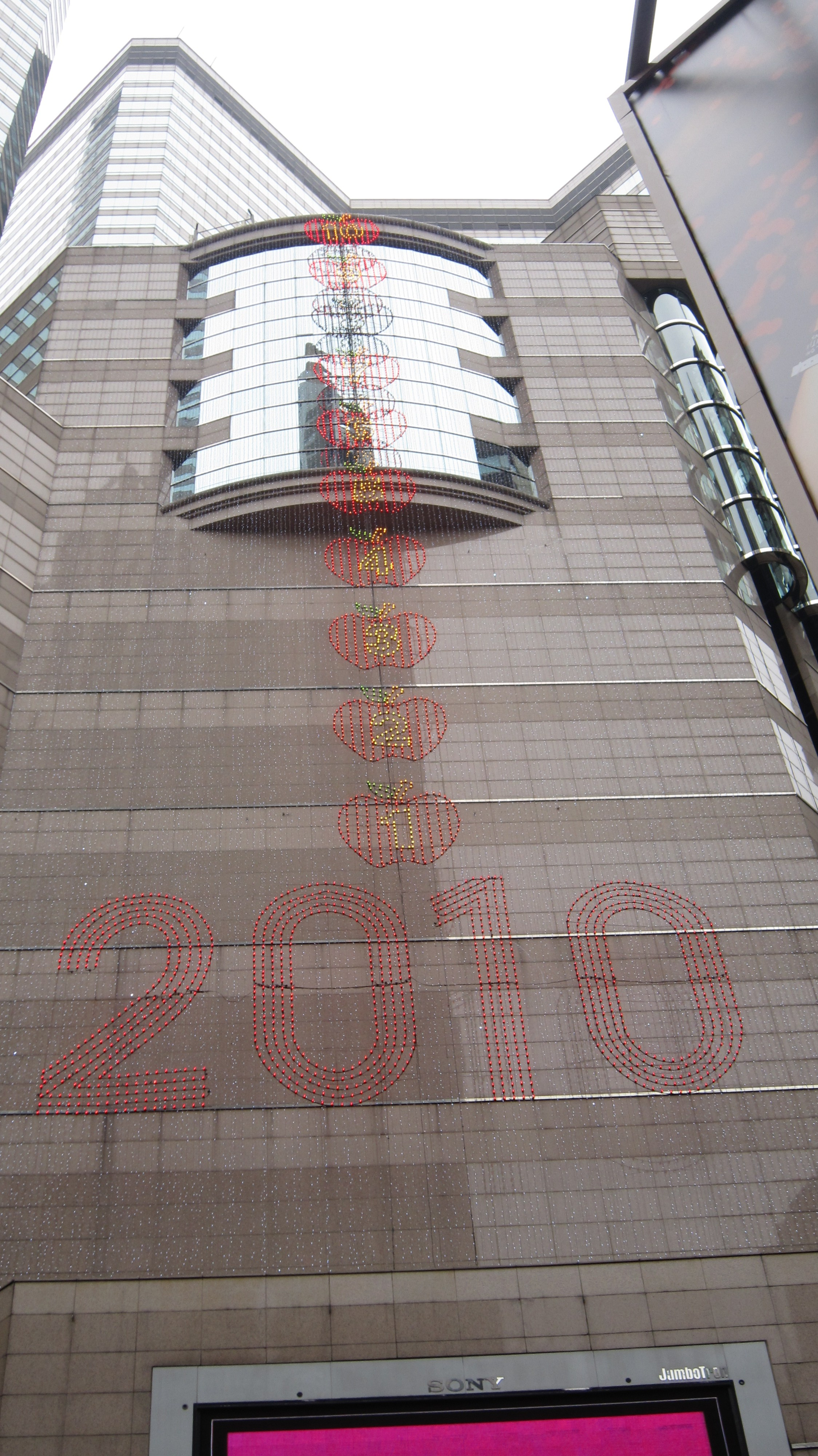
時代廣場的「蘋果倒數」，曾是香港倒數熱點之一

## 高處墮下事件
2000年至2004年間，商場內發生多宗跨越欄杆高處墮下事件，為防悲劇重演，時代廣場於2004年決定斥資50萬元，加高5樓至8樓的欄杆，將原本高1.1米的欄杆加高至1.8米，並增派保安人員定點巡邏
。
但在2016年，一名患抑鬱症人士於加高欄杆後的8樓，借用附近咖啡店的椅子踏高跨越圍欄墮樓身亡。到2017年1月及2月，分別有一名外籍男子和一名就讀國際學校的15歲外籍少年由6樓墮樓，跌至2樓大堂，最後均傷重不治。
2019年6月15日早上8時43分，一名59歲姓林男子從商場高處墮下，經搶救後不治。

## 公共用地
時代廣場臨街地面的空地，釘有一塊告示聲明為「私人地方」，該處的保安員對本地訪客採取嚴格管理，甚至驅趕逗留的市民，已經成為習慣。但根據發展商九龍倉集團跟屋宇署簽訂的公用契約，原來須開放在羅素街和勿地臣街交界處的廣場地下部分3,017平方米給公眾作為公共通道、靜態消遣及展覽用途，以換取增加約2.1萬平方米的樓面面積。該公共用地由時代廣場業主（即九龍倉集團）擁有業權及管理。
香港市民一直不知道該處是公共用地，直至事件由當年參與時代廣場發展的香港政府顧問揭發，在2008年2月尾向商業電台提出，由《在晴朗的一天出發》的節目主持人跟進。時代廣場官方以公關書面回應，否認此事。3月4日早上，香港屋宇署署長親到《在晴朗的一天出發》開咪，向公眾解釋。另外，商台主持人也指出，市民批評廣場上的椅子不穩，十分難坐上，要求加設讓長者及傷殘人士用的椅子，而時代廣場則指會作出改善措施。另外又發現時代廣場曾出租部份公共用地收取租金，日租由2萬多港元至10萬港元以上。有政黨認為政府應向時代廣場追討出租公共用地的收益。
2008年6月17日，香港政府入稟香港高等法院，控告時代廣場的業主九倉集團旗下的時代廣場有限公司，指該公司將銅鑼灣時代廣場的地面公眾休憩用地出租圖利，違反批地條款，要求賠償。入稟狀指出，根據屋宇署與九倉的時代廣場有限公司於1992年所訂立的契約，時代廣場地面路段為公眾通道及休憩用途，若將這些地方出租的話，收取的租金只可包括水、電費，但資料顯示，自1993年起，時代廣場把公共地方以28,000元至124,000元不等的日租，將公用地方租予商戶作展覽用途，平均每周收取94.4萬元，超出「水電費」，得到未經批准的利潤，故政府要求時代廣場方面作出賠償。

### 露天廣場政治宣傳活動
在2010年5月和2014年，分別有支聯會和香港專上學生聯會兩團體在時代廣場對開空地露天廣場鐘樓處擺放民主女神像、六四屠城浮雕和坦克等物品，並舉行政治集會，時代廣場沒有阻撓，但遭警方和食環署以「沒有申領娛樂牌照」為由票控及沒收雕塑，後於終審法院判上訴得直，獲撤銷控罪和罰款。
2018年5月，社民連曾健成與義工等人在時代廣場露天廣場擺放持不同政見者劉曉波銅像和搭建物，遭時代廣場和其代表律師行分別發出警告信，以「干擾公眾」和「公共安全」等理由要求盡快搬走物品，並保留索償權利，及稱必要時將向法院申請禁制令。
2019年12月31日除夕夜晚上，網民發起「和你Shop」，約40名戴口罩者於商場內高叫口號及合唱《願榮光歸香港》，而大批防暴警察晚上8時許在時代廣場地下連卡佛對出空地拉起橙色膠帶設防線，並截查約8人。另外10名防暴警站在電梯口一字排開戒備，表示以「確保香港有一個好正常嘅除夕夜」為由截查可疑的人，引起在場市民鼓譟和不滿。

### 公共空間永久禁制街頭表演

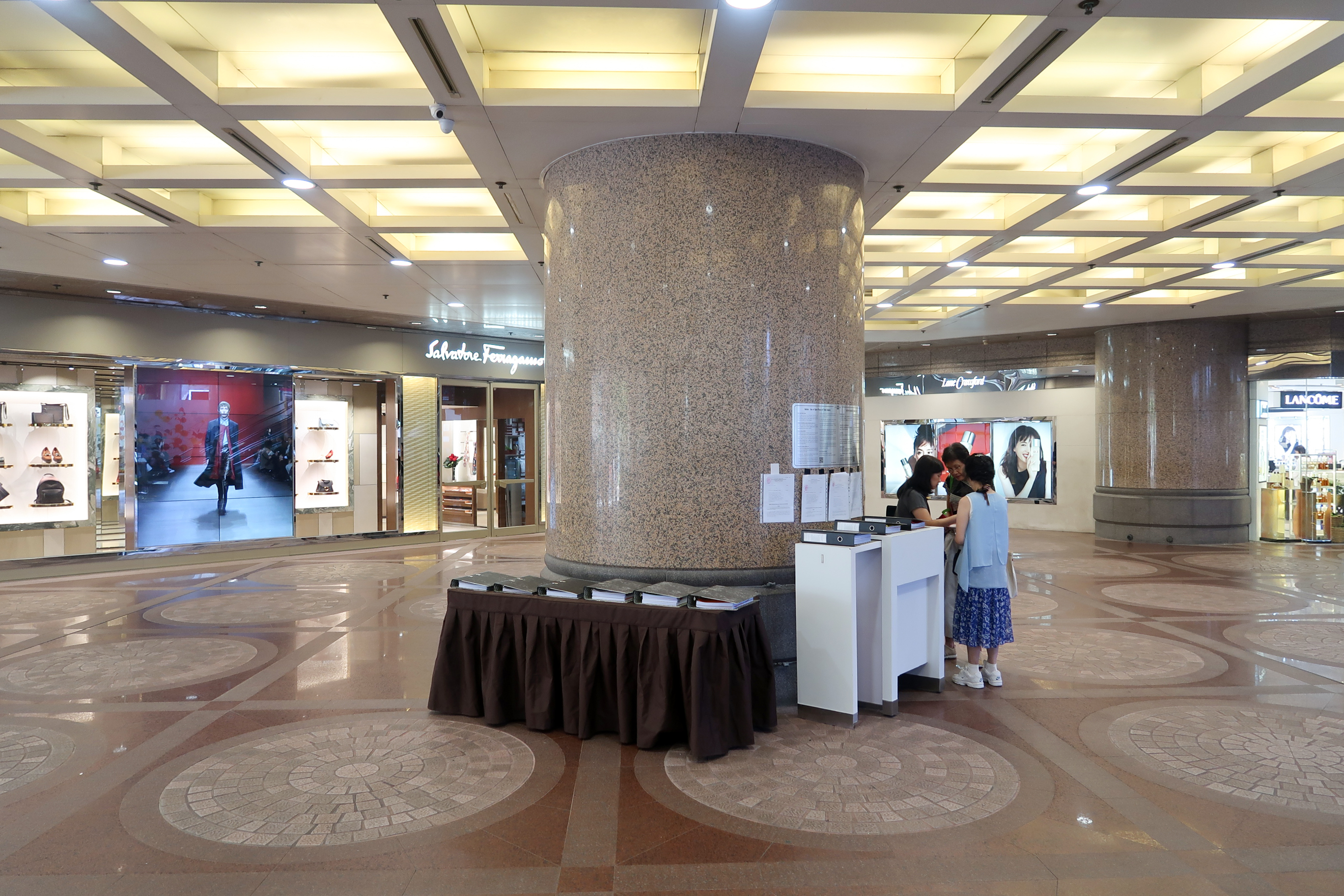
高院在2018年10月6日頒臨時禁制令後，時代廣場隨即張貼禁制令及展出相關訴訟文件

2018年9月26日，時代廣場有限公司入稟高等法院告表演團體City Echo和JL Music的創辦人李冠傑滋擾和阻街，指控他們的表演不屬於契約所指的「靜態康樂」，而且有租戶確曾投訴。並要求頒令禁制在上述地點進行任何街頭演唱，另要求賠償。法官在同年10月6日正式頒發臨時禁制令，禁止任何人在時代廣場公共空間演出，直至相關的申索聆訊完結或法庭另作命令。禁制令文件也透露有歌手在場表演時，亦收到警告信。
到2020年3月19日，高等法院向兩名被告頒下永久禁制令，指演唱和街頭表演不屬「靜態康樂」，但拒絕頒布聲明，而被告須向時代廣場支付訟費，估計逾十萬元。李冠傑考慮眾籌，最壞情況可能會破產。時代廣場認為永久禁制令已有足夠阻嚇力，已經成功遏止街頭表演。

## 拆卸鐘樓改為大銀幕播放廣告

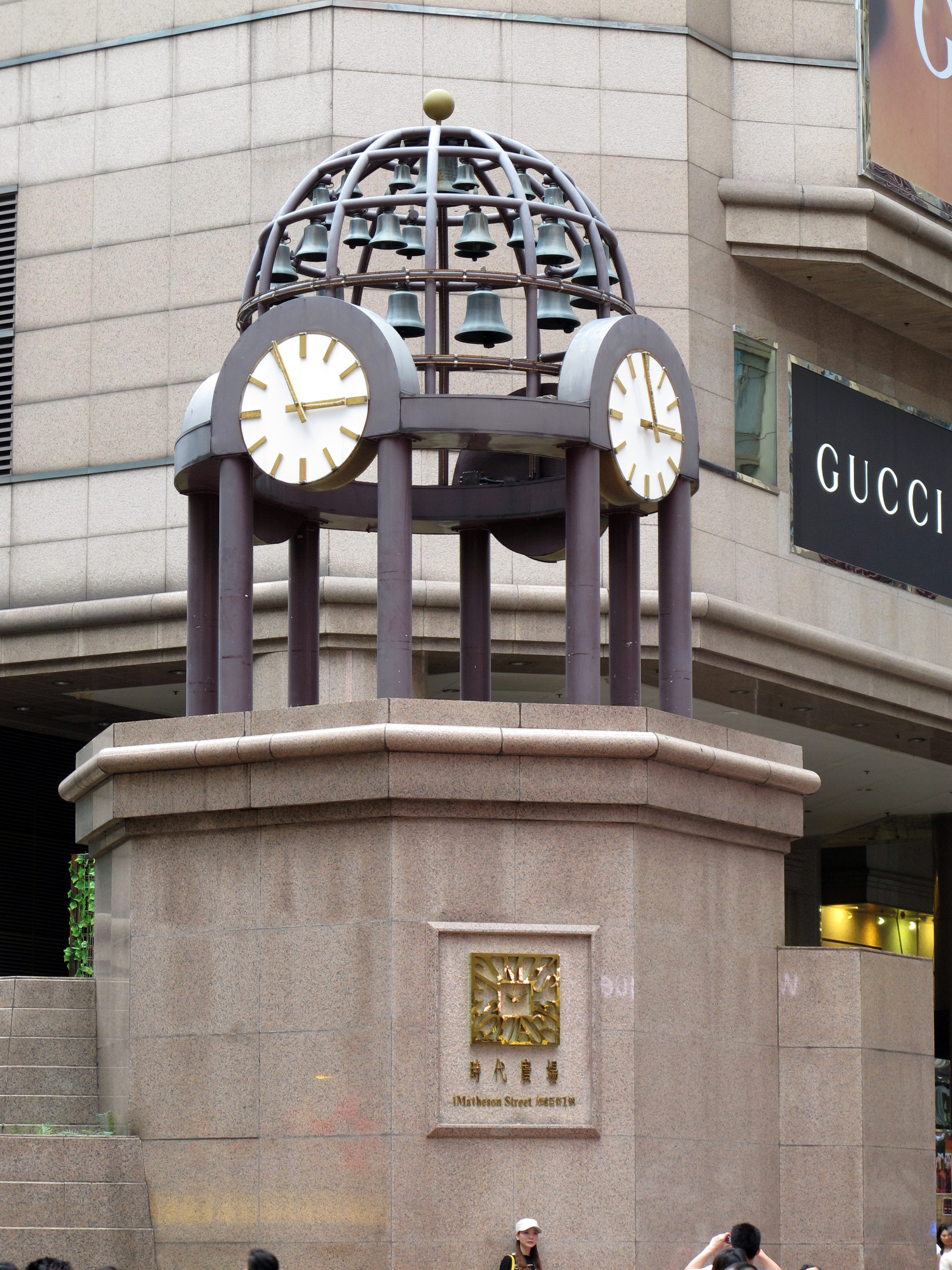
時代廣場外的鐘樓為銅鑼灣的地標之一，不過到2020年初被拆卸（攝於2012年）

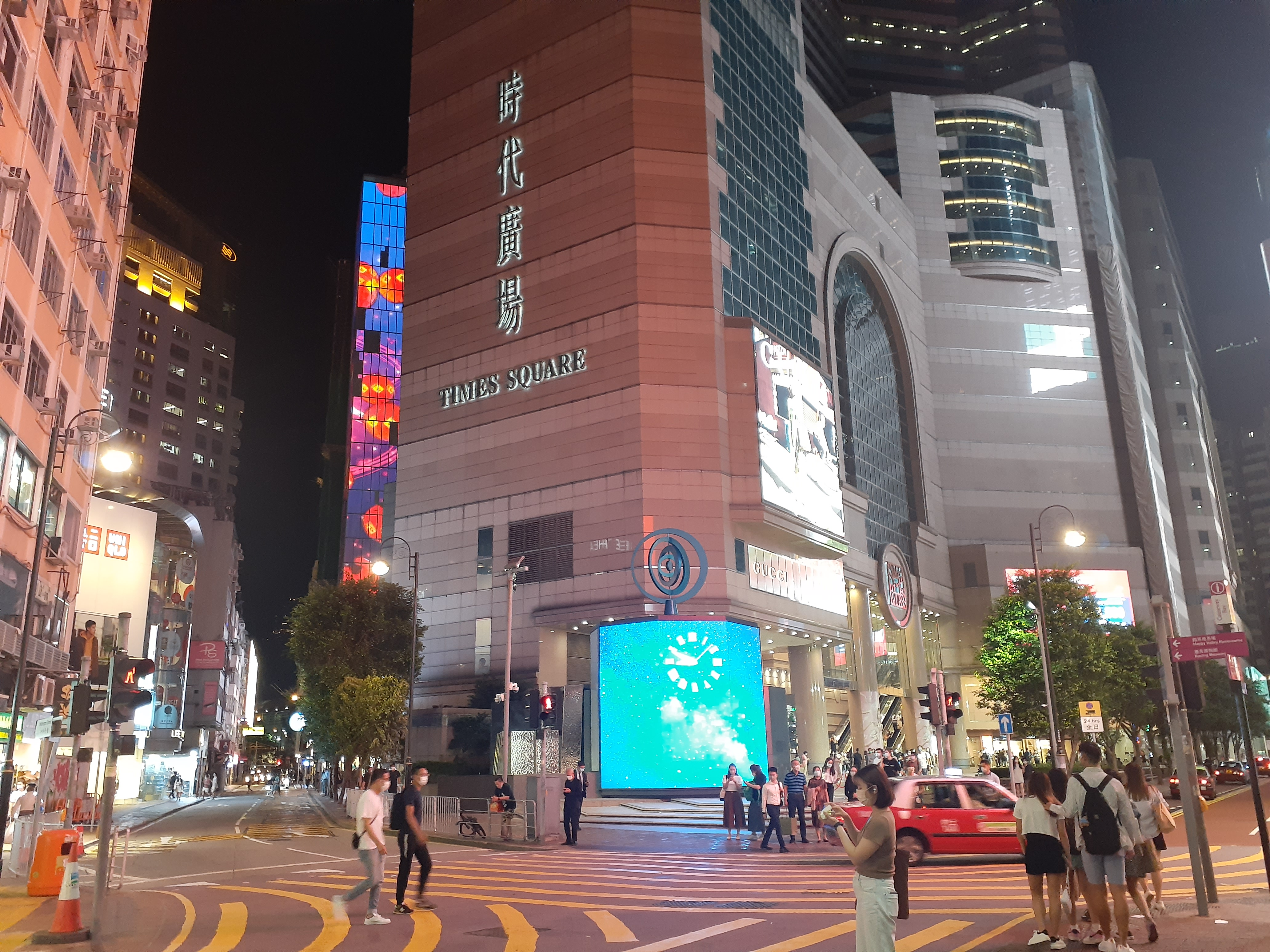
2021年8月中鐘樓翻新後，變為藍色LED畫面為新設計

時代廣場外的鐘樓為銅鑼灣的地標之一，不過到2020年初被拆卸。保安透露原位置將安裝大銀幕播放廣告。有街坊對時鐘消失感到可惜。到2021年8月中，鐘樓變為藍色LED畫面為新設計標誌，而高牆變為灰色。不少市民批評設計與時代廣場建築物格格不入，毫無美感。

## 事件
- 2022年9月28日下午5時許，警方接獲報案，商場4樓facess店內天花板的燈架突然塌下，擊中一名女子頭部。警員到場調查期間，受傷的女子已被送往律敦治醫院求醫，當時情況清醒。[36]

### 反修例運動相關

#### 防暴警向市民無差別噴射胡椒噴霧
2020年3月21日為元朗7.21襲擊事件8個月，晚上8時許，約50名市民開始在時代廣場2樓中庭靜坐。到9時31分，多名示威者於時代廣場對出聚集，多名防暴警察突然到場截查十數名市民並驅趕圍觀的市民，有在場市民對警察說「商場都未閂門，你哋憑乜嘢趕我走？」後。警員便推跌該位市民，並對他噴射胡椒噴霧。期後警察更向多名圍觀的市民和記者噴射胡椒噴霧，並拘捕該名男子，其後至少3人被帶走。

#### 防暴警和速龍衝入商場驅散
2020年7月1日晚上7時30分左右，警方包圍時代廣場，並拉起封鎖線，舉起藍旗警告，指時代廣場外一帶人士涉參與非法集結，勸喻示威者離開。防暴警隨後衝入時代廣場正門前的扶手電梯發射數十發胡椒球彈，並在地下有蓋廣場制服多名示威者。其後50名防暴和速龍小隊成員從扶手電梯衝入商場，再次在商場內發射胡椒球彈，有患哮喘市民稱警員在場內射胡椒球彈，令她一度呼吸困難。其後警方舉起藍旗，同時將2樓往地面的扶手電梯封閉，在商場內截查和拘捕多人，其中沙田區議員李志宏、趙柱幫和石威廉於時代廣場被捕，被指涉干犯非法集結，被押上旅遊巴。。警方離開商場時更拉上電閘，一度不讓記者離開。
警方表示在傍晚約6時，有示威者將大量印有不同警員個人資料的紙張散落時代廣場2樓大堂地上，警方重申對警員、特務警員及其家屬起底和滋擾的臨時禁制令仍生效，表示會保留追究違反禁制令者的權利。

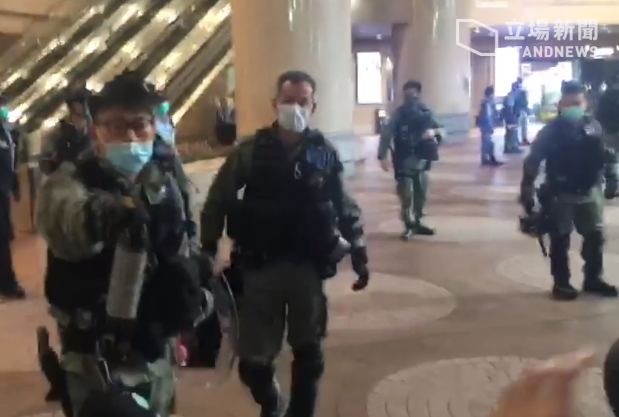
2020年3月21日晚上9時30分，有數名年輕人離開時代廣場被截停搜查，有市民起閧，防暴警突然向在場人士噴胡椒噴霧
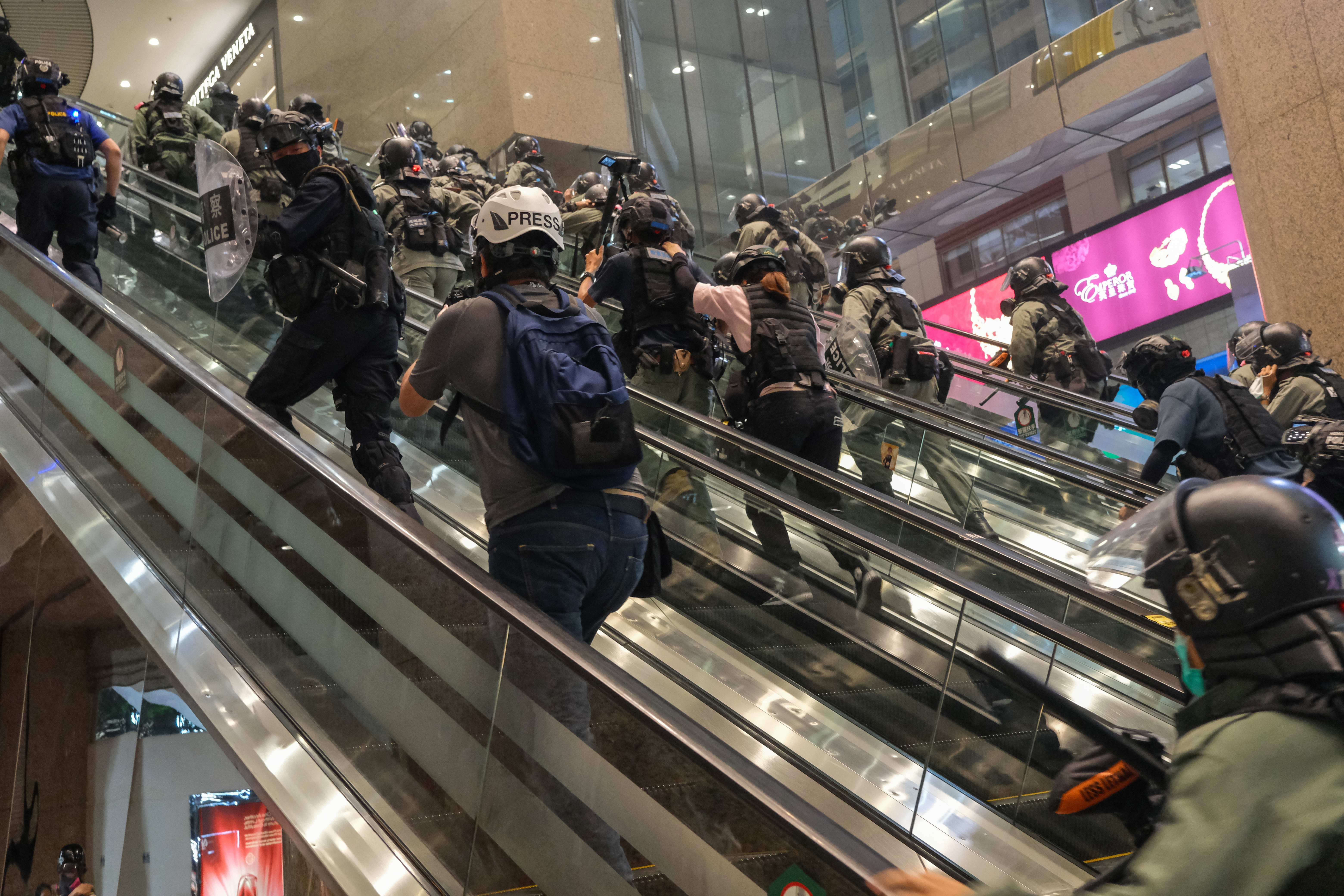
2020年7月1日晚上7時30分左右，50名防暴和速龍小隊成員突然從扶手電梯衝入商場
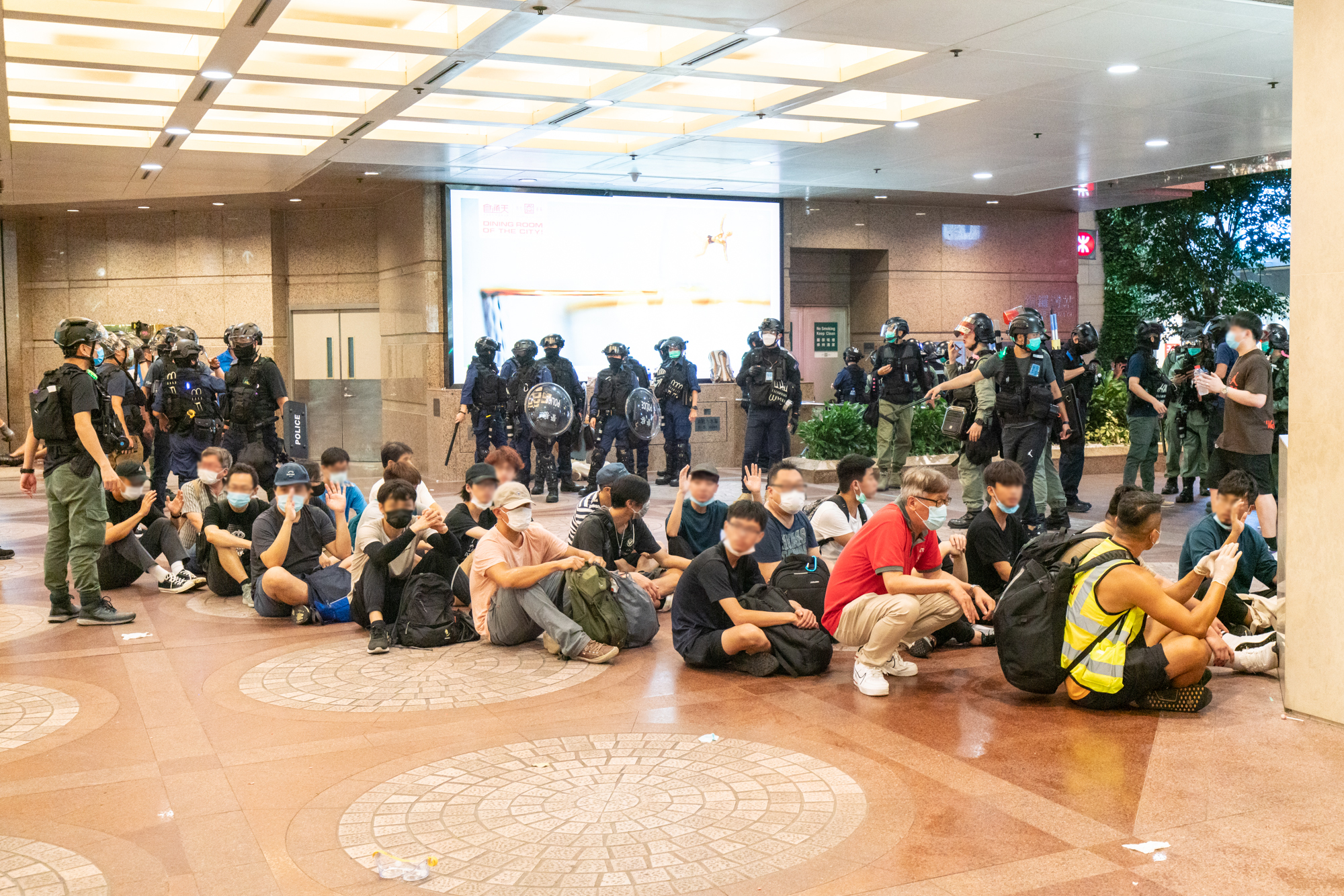
地下有蓋廣場多人被捕
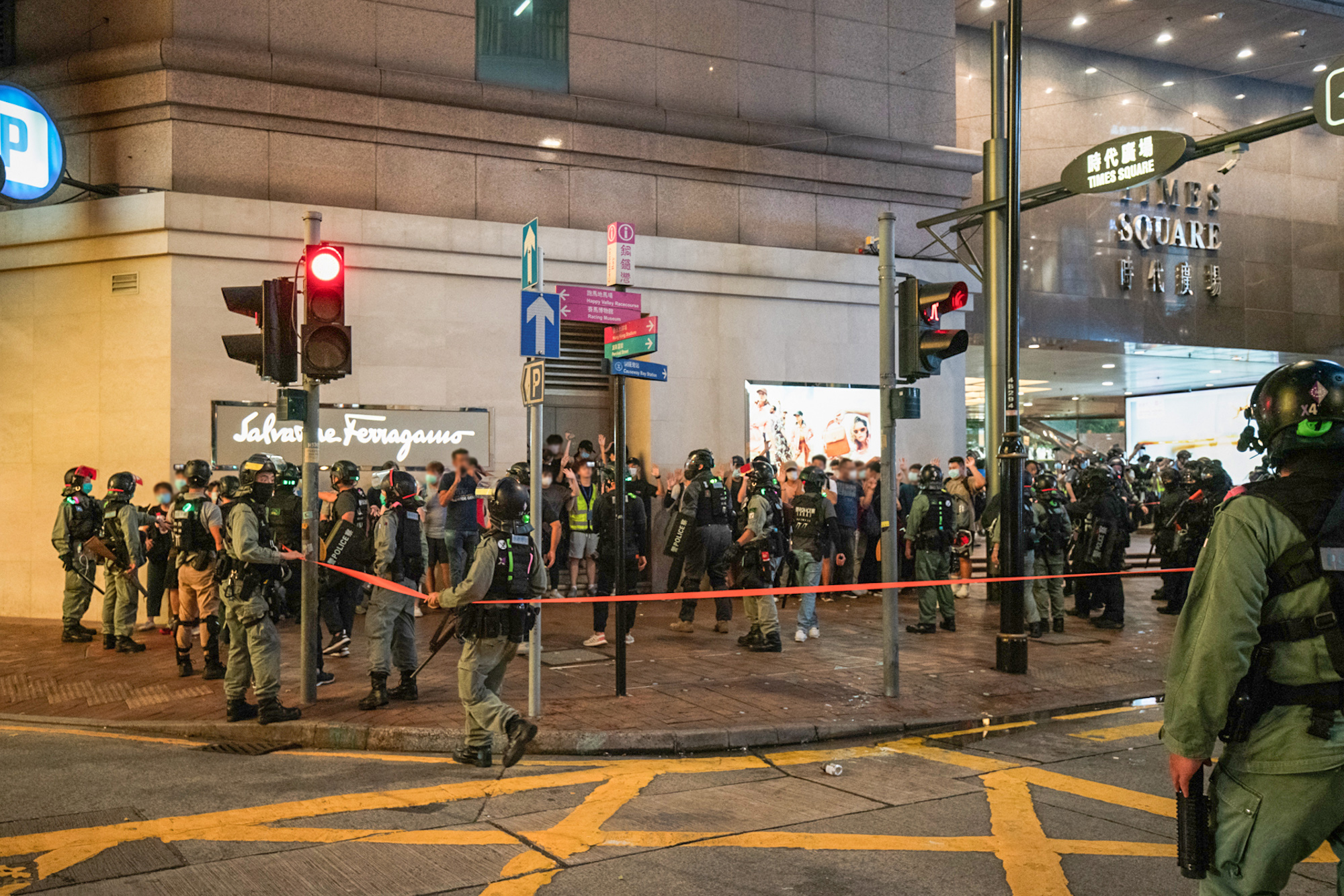
時代廣場外亦有多人被警員包圍
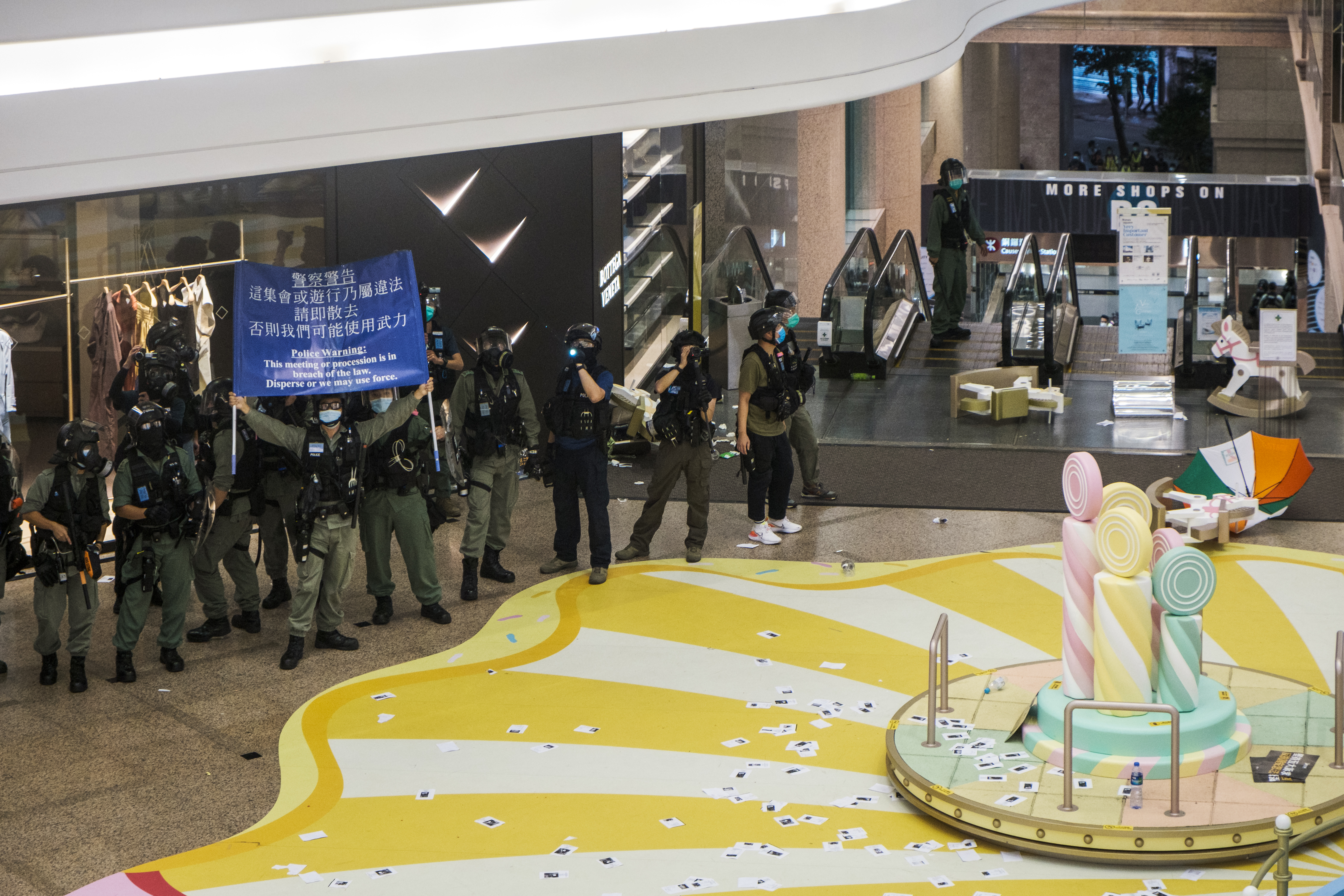
警員在中庭舉起藍旗
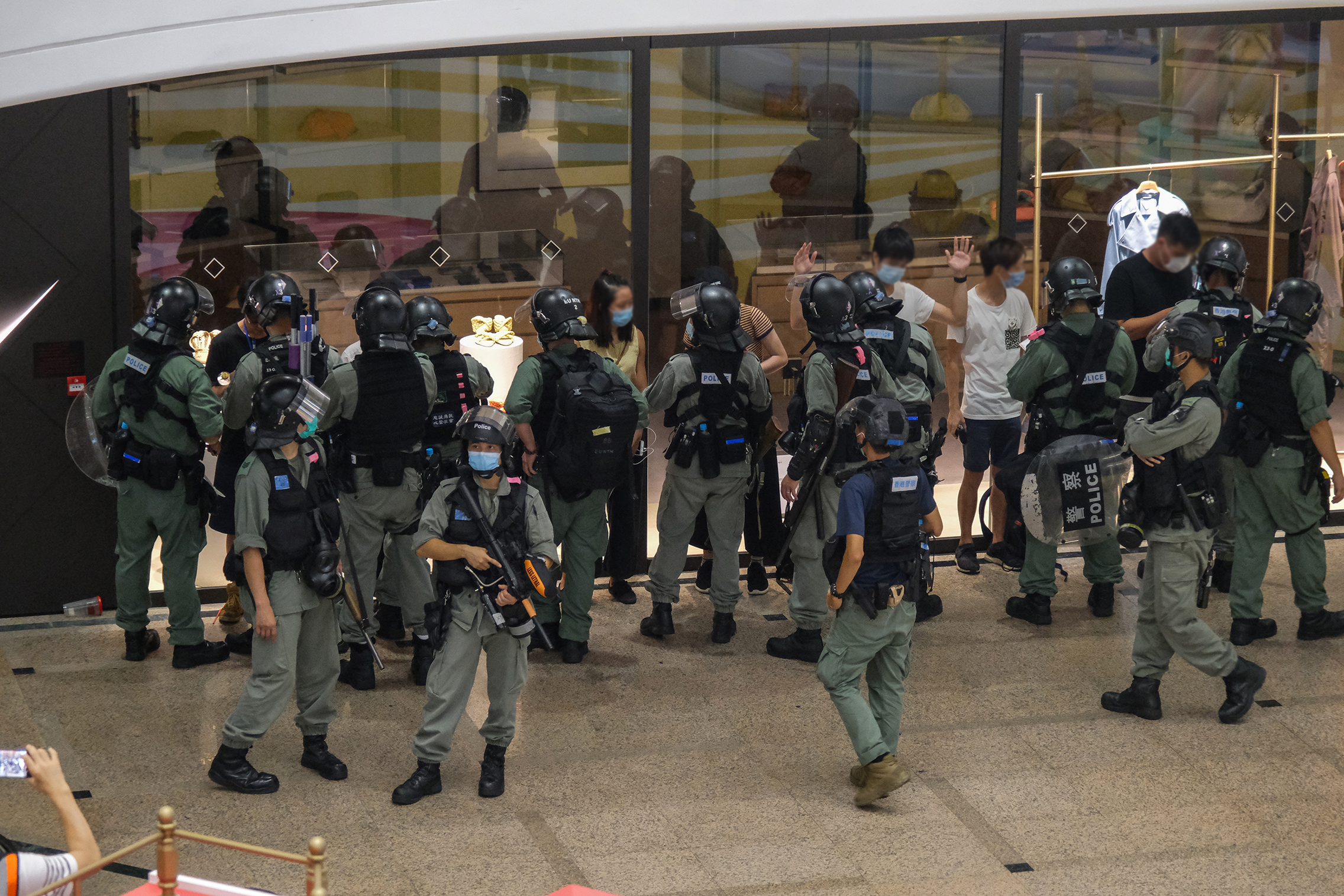
多人在2樓被截查
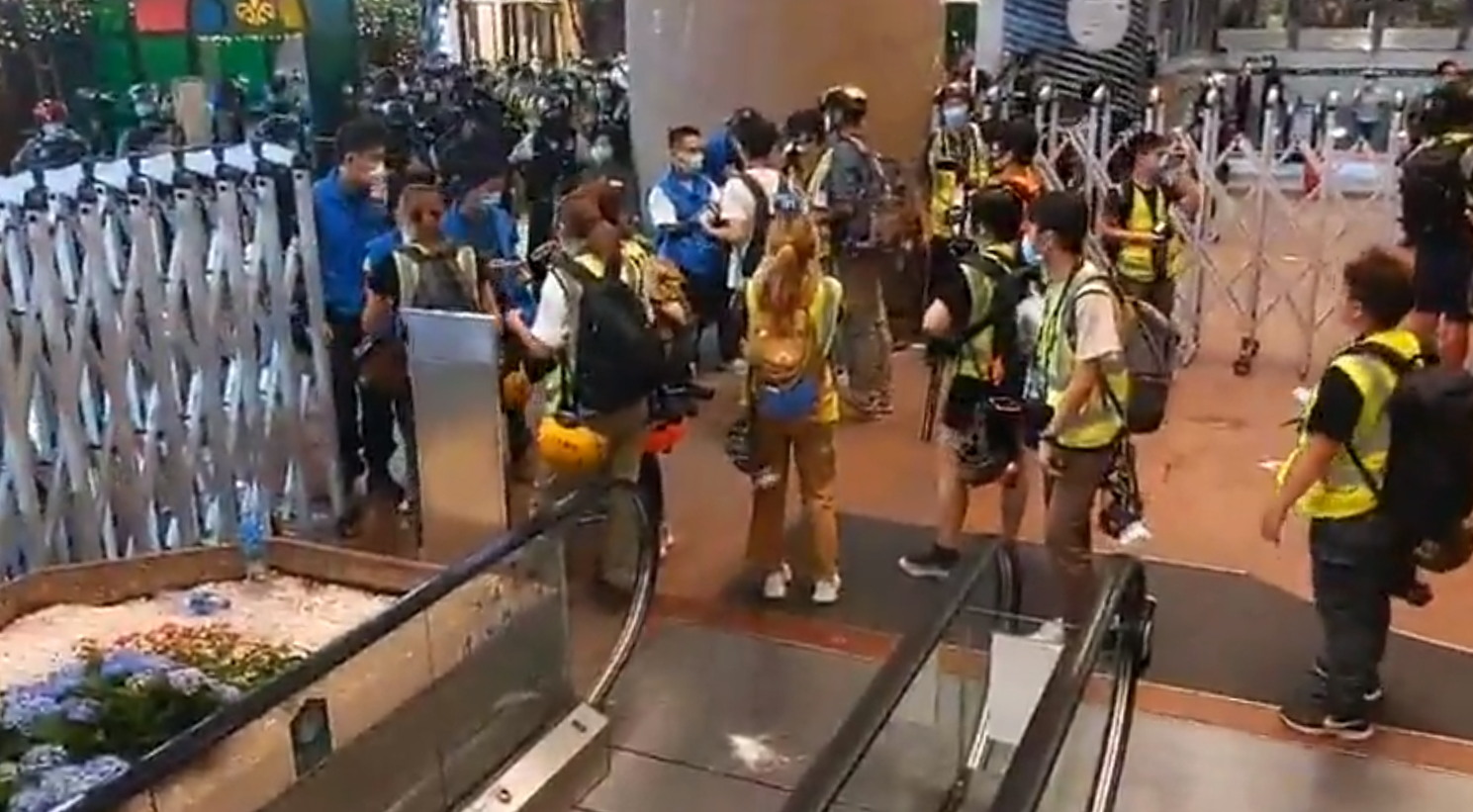
警方離開商場時更拉上電閘，不讓記者離開，要逐一登記身份才能離開